# Tatra
Tatra (Татра) — чеський виробник карет, вагонів та автомобілів, заснований 1850 року. Штаб-квартира розташована в Копрживницях. У 1921 році компанія придбана Леопольдом Пашингом, а в 2003-му — фірма Terex Corporation. У 2001 році компанія припинила виробництво легкових автомобілів.

## Заснування компанії

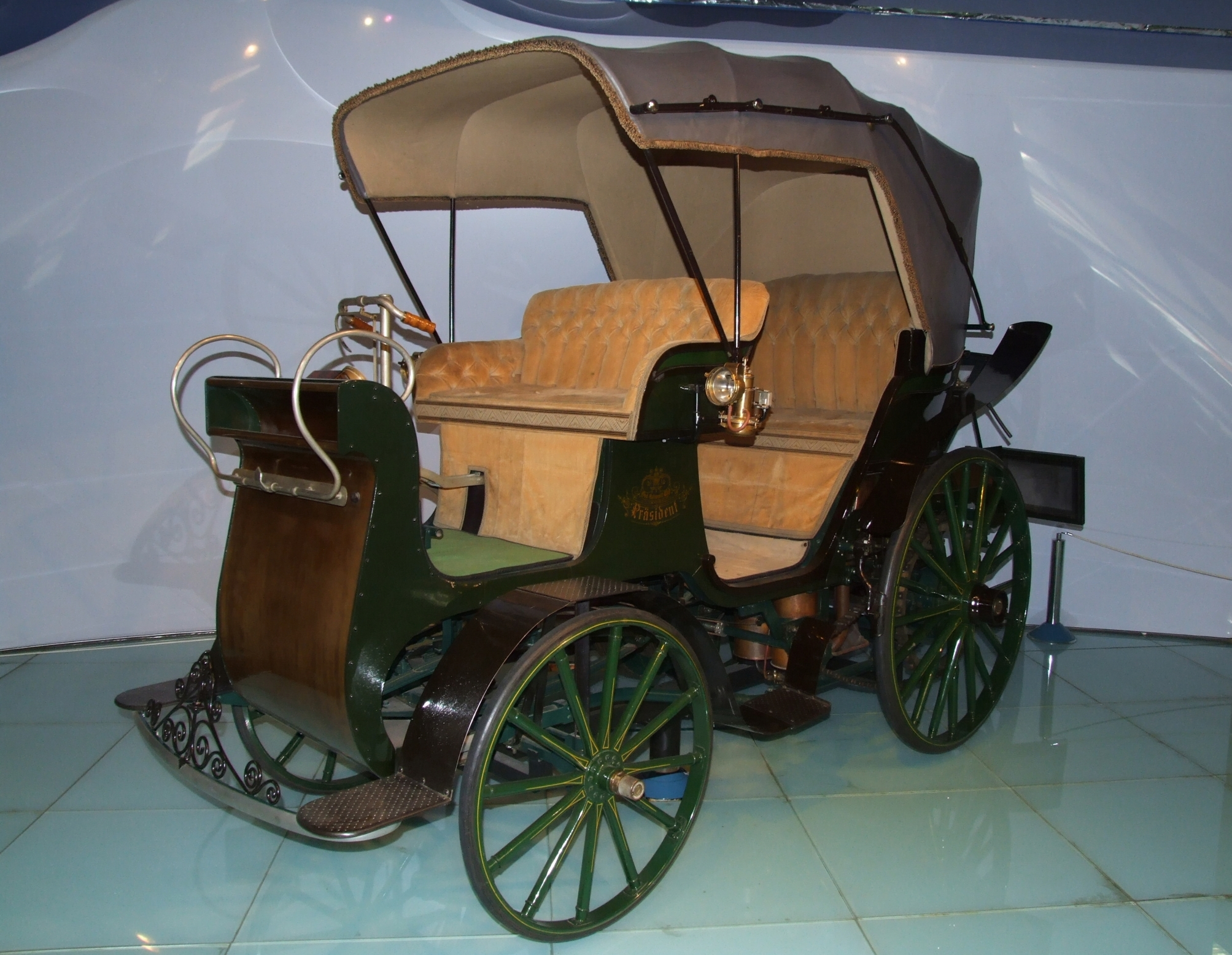
NW Präsident

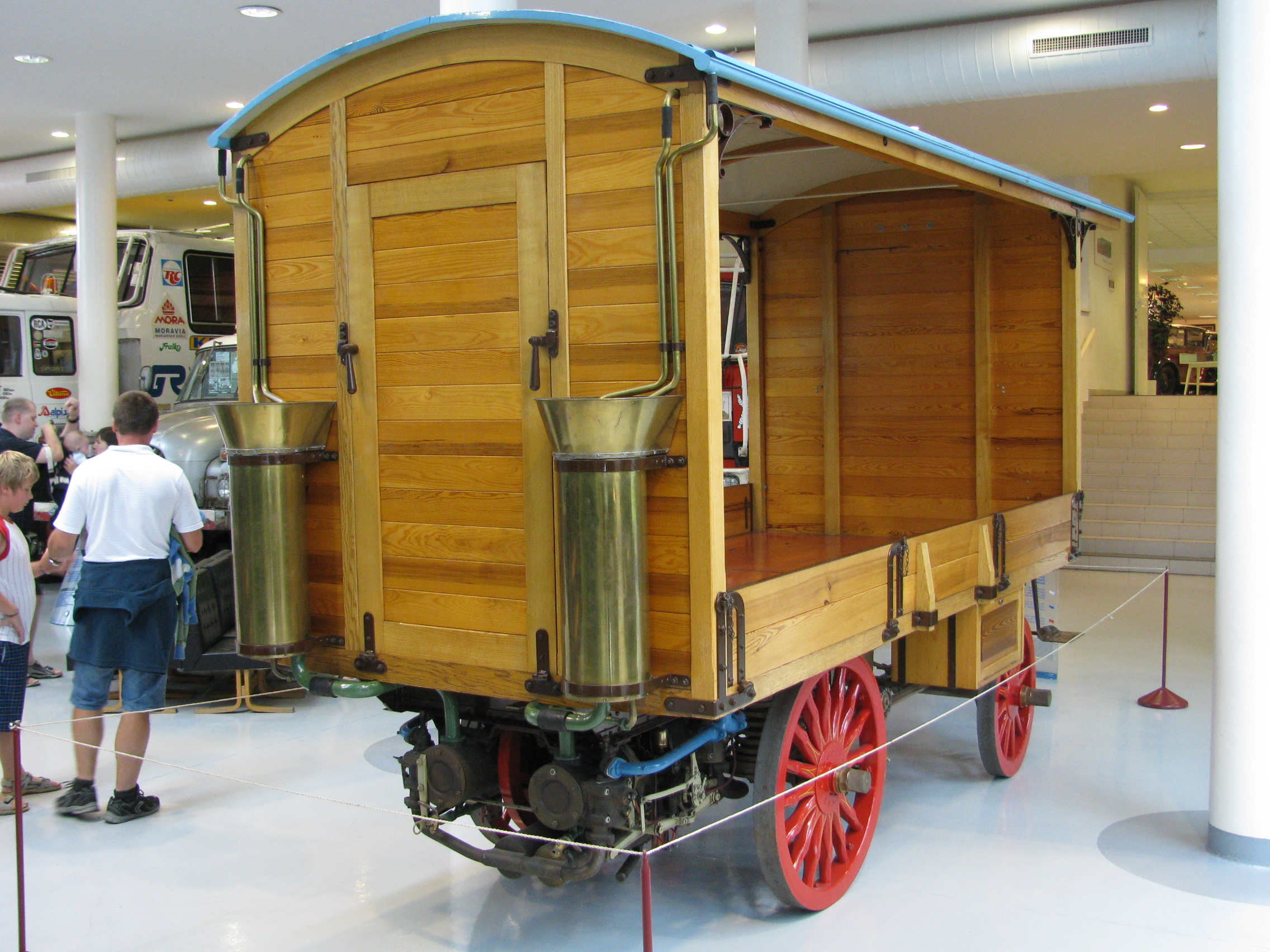
NW Nákladní

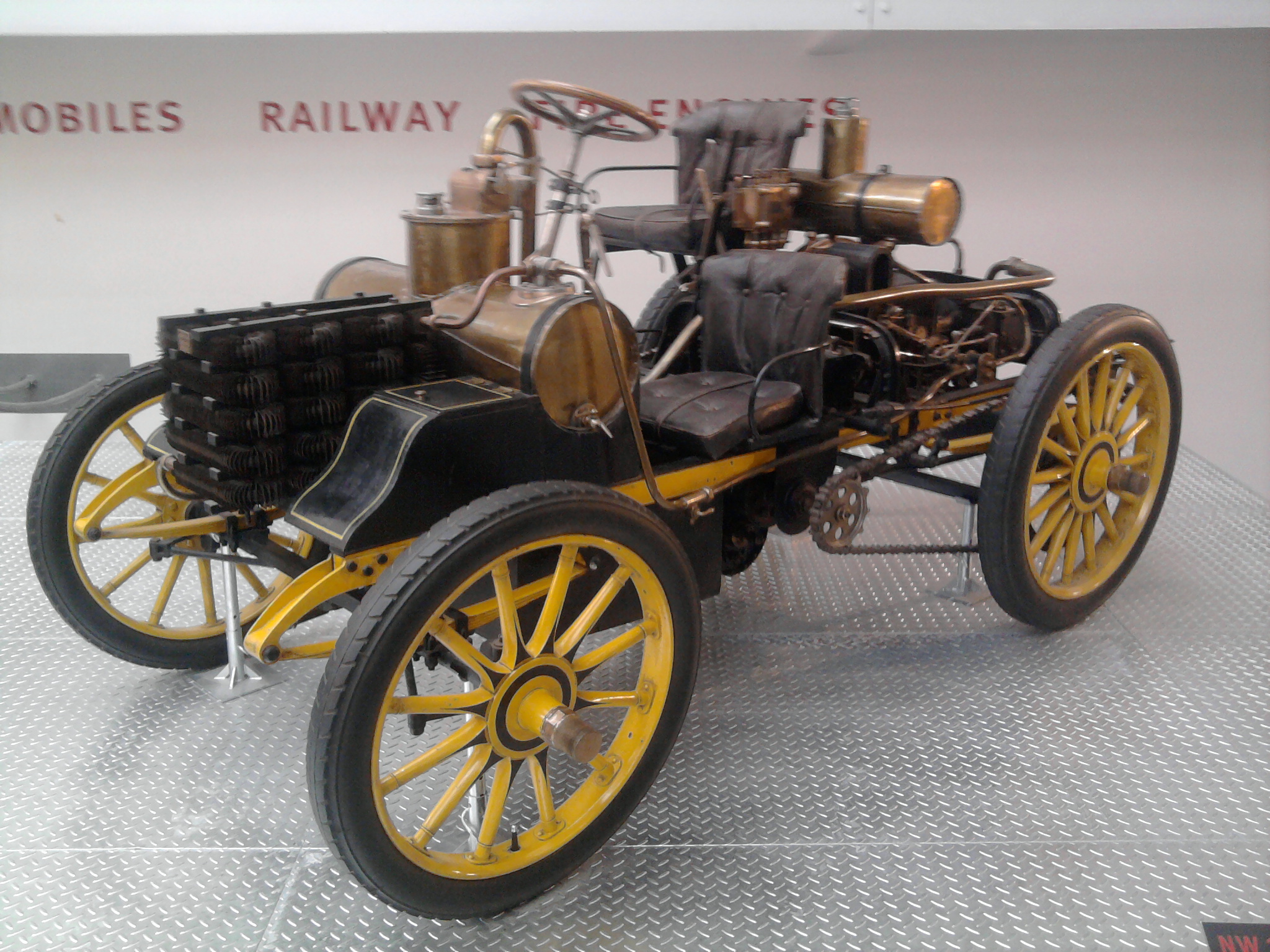
NW Rennzweier

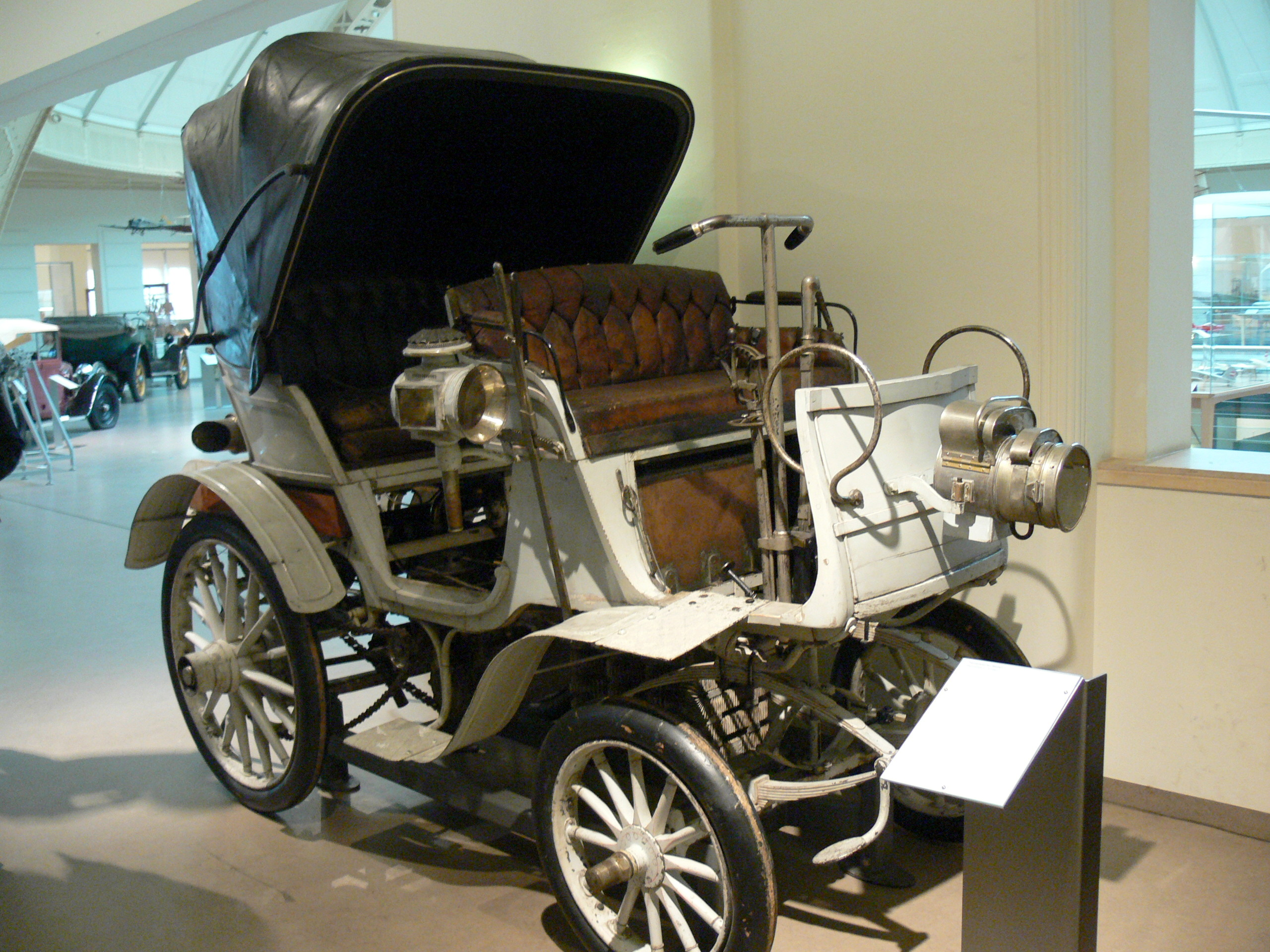
NW A Vierer

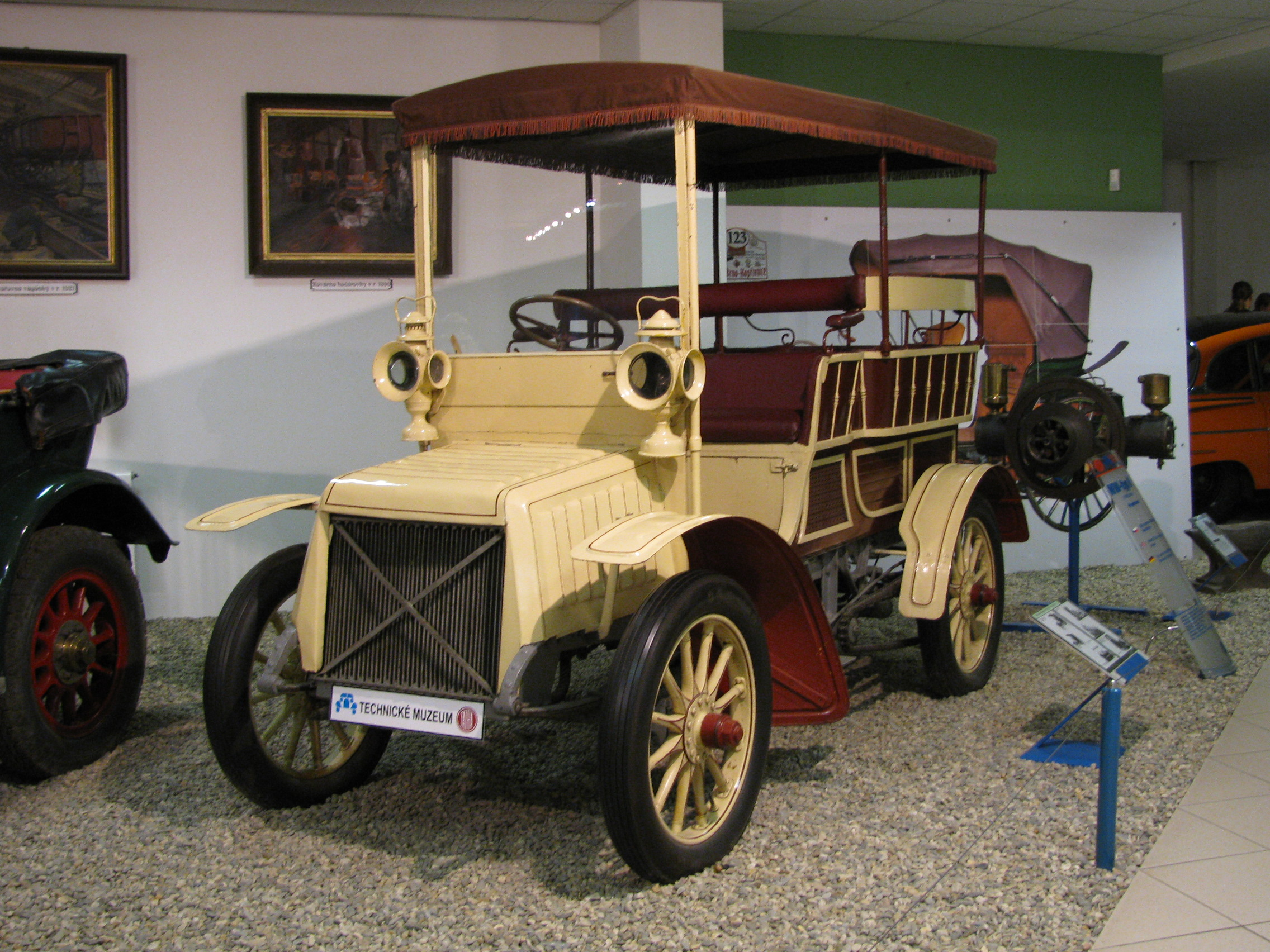
NW B Vicepräsident

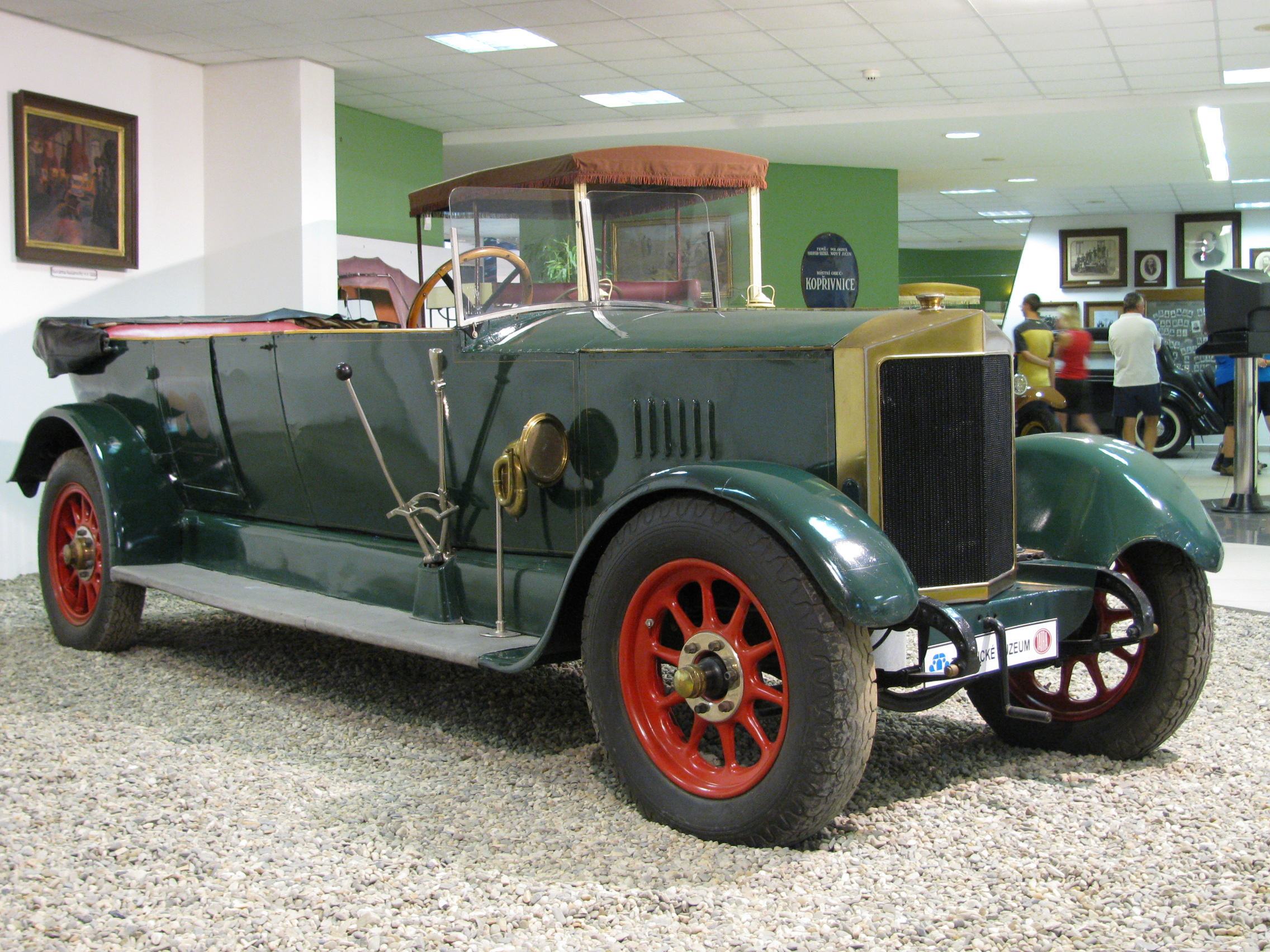
NW S4 20/30

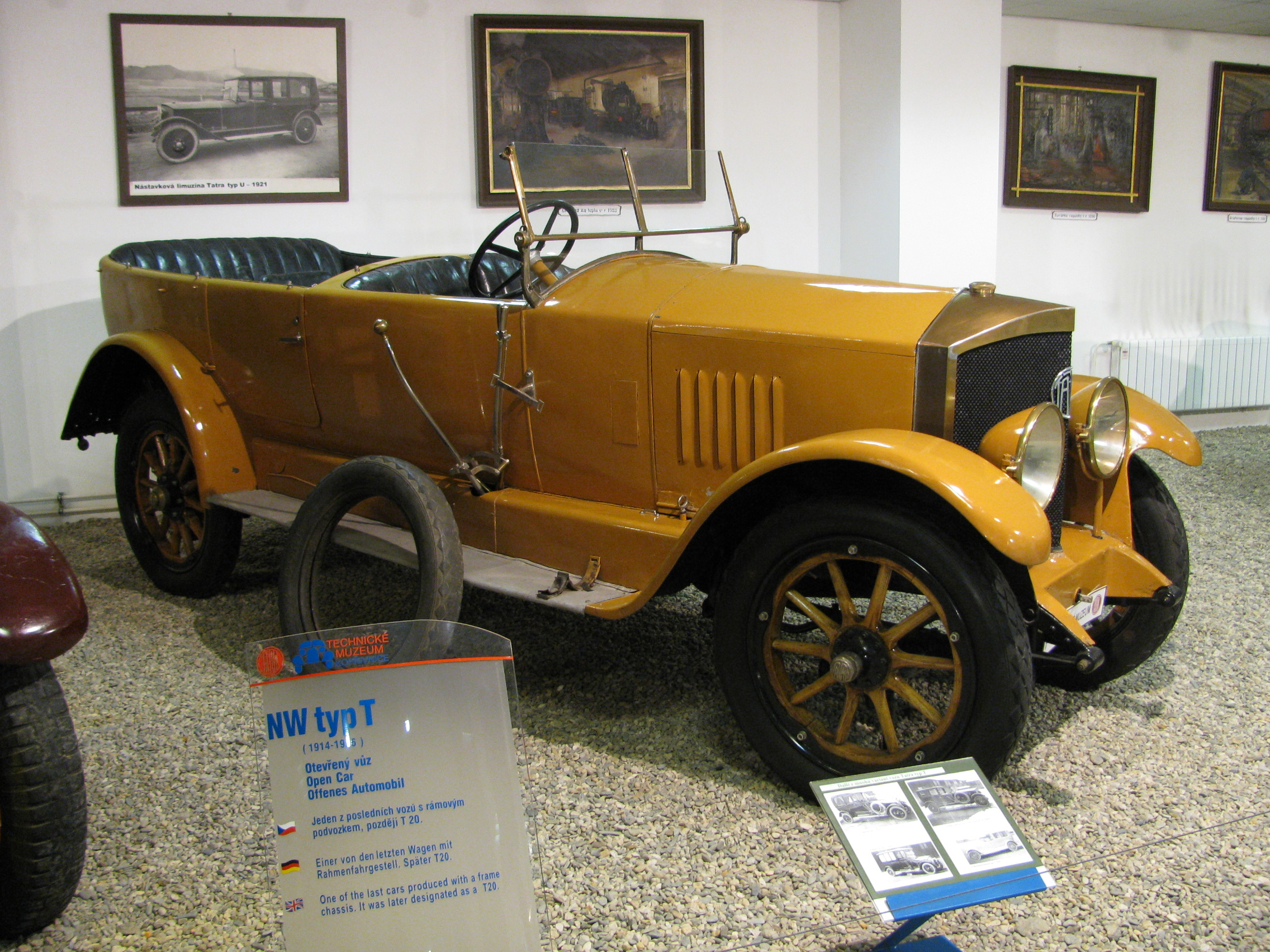
NW T

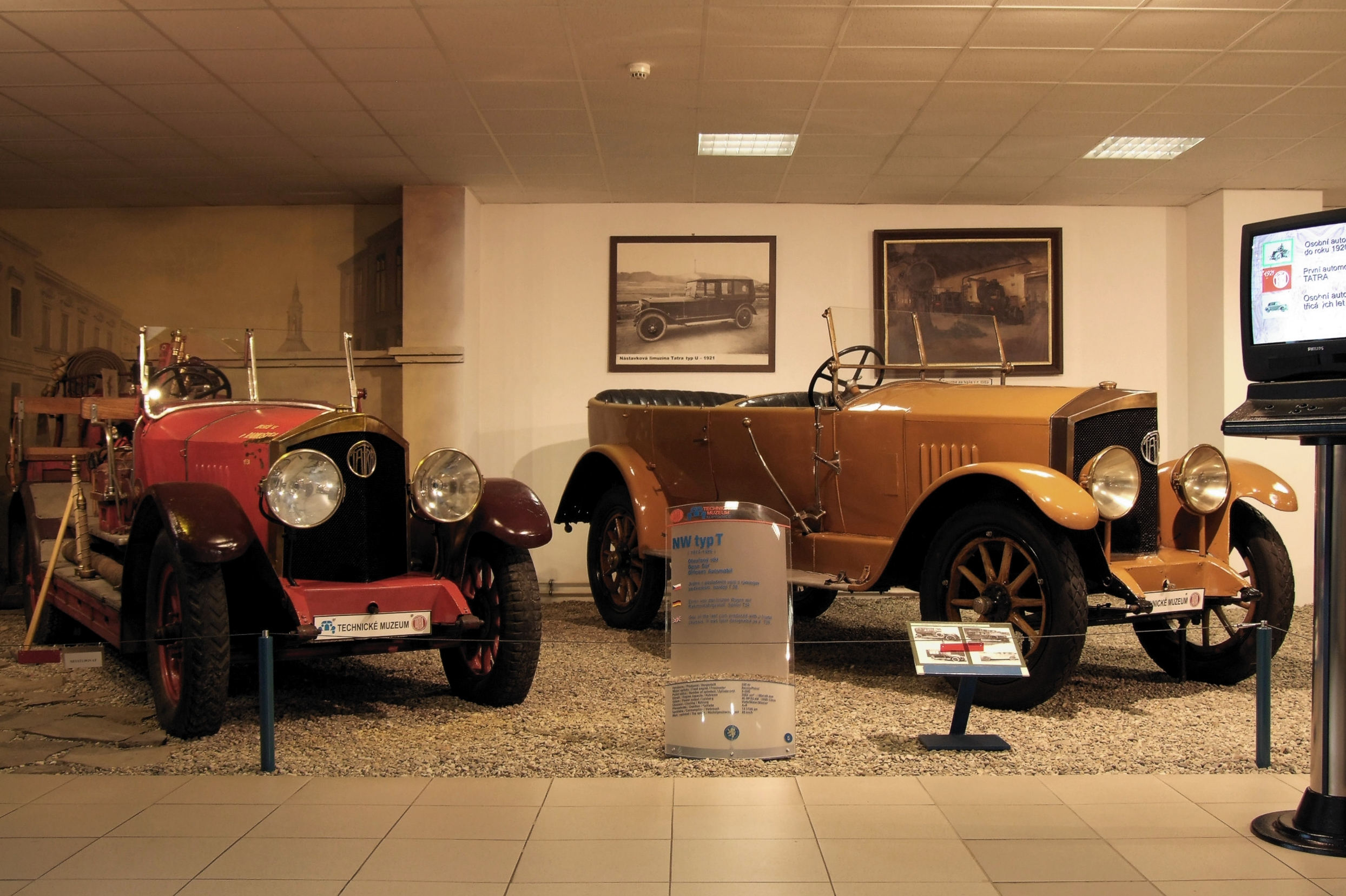
NW Т 20/30

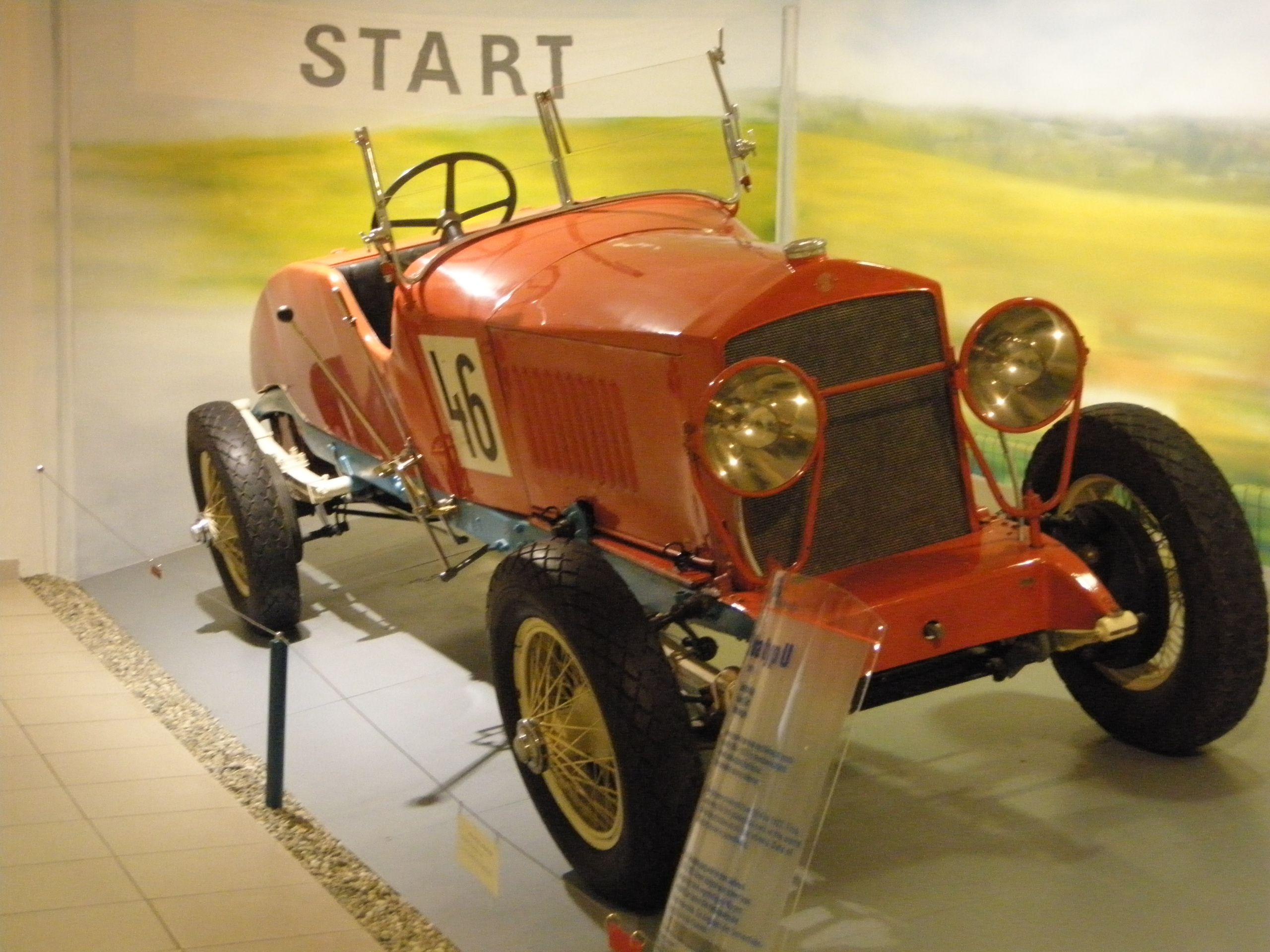
NW U

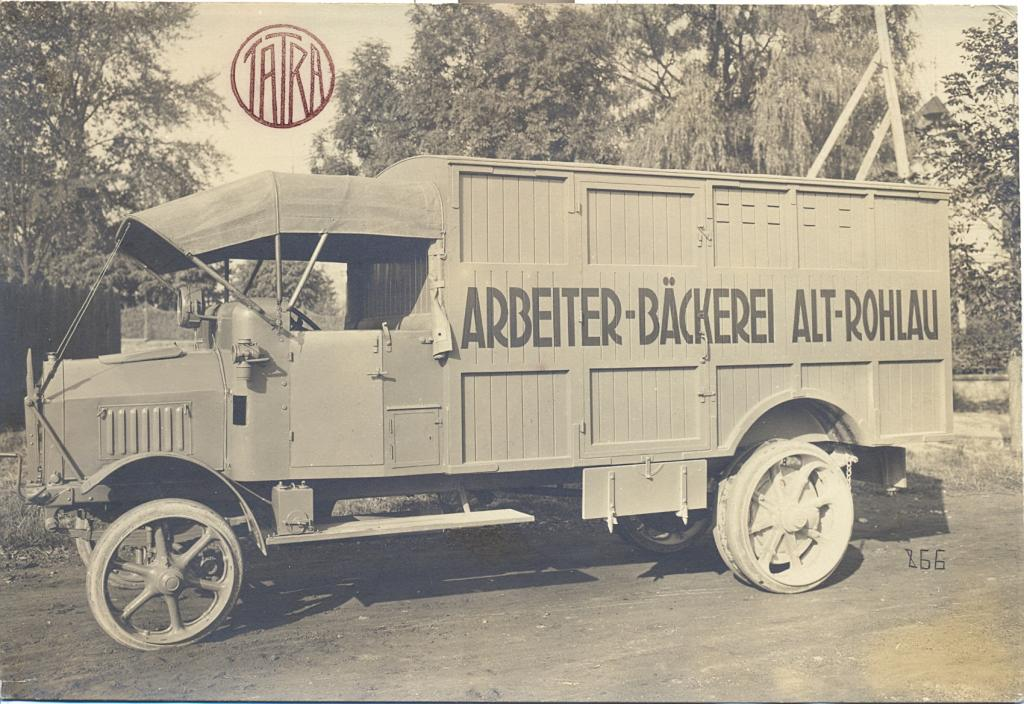
NW TL4

У 1850 році Ігнац Шустала, якому було 28 років на той момент, йде з віденської фірми Hoffsatlers, де він пропрацював 6 років, щоб заснувати нарешті своє підприємство. Він починає виробництво бричок і возів у селі Нессельдорф, що знаходилося в Північній Моравії — області Австро-Угорщини.
Справа пішла непогано, і через 3 роки за фінансової допомоги Адольфа Рашки він засновує фірму «Ignaz Schustala & Co». Особливим успіхом користувалися його брички «Neutitscheinka» (за назвою місцевості в АУ — Новий Ійчін). У 1856 році він відкриває відділення в місті Львів, який тоді входив до складу Австро-Угорщини, через 8 років він відкриває виробниче відділення в Пруссії — місті Ратибор, а також торгові представництва в Празі та Відні, у Вроцлаві (Пруссія, тепер Польща) та Чернівцях (теж на той момент входить до Австро-Угорської Галичини, тепер Україна), а також у німецькому Берліні і в Києві, який входив до складу Російської Імперії. До цього моменту фірма виробляла не тільки брички, але й карети люкс-класу, а також поштові та вантажні вози, які дуже непогано розходилися.

## Компанія Tatra

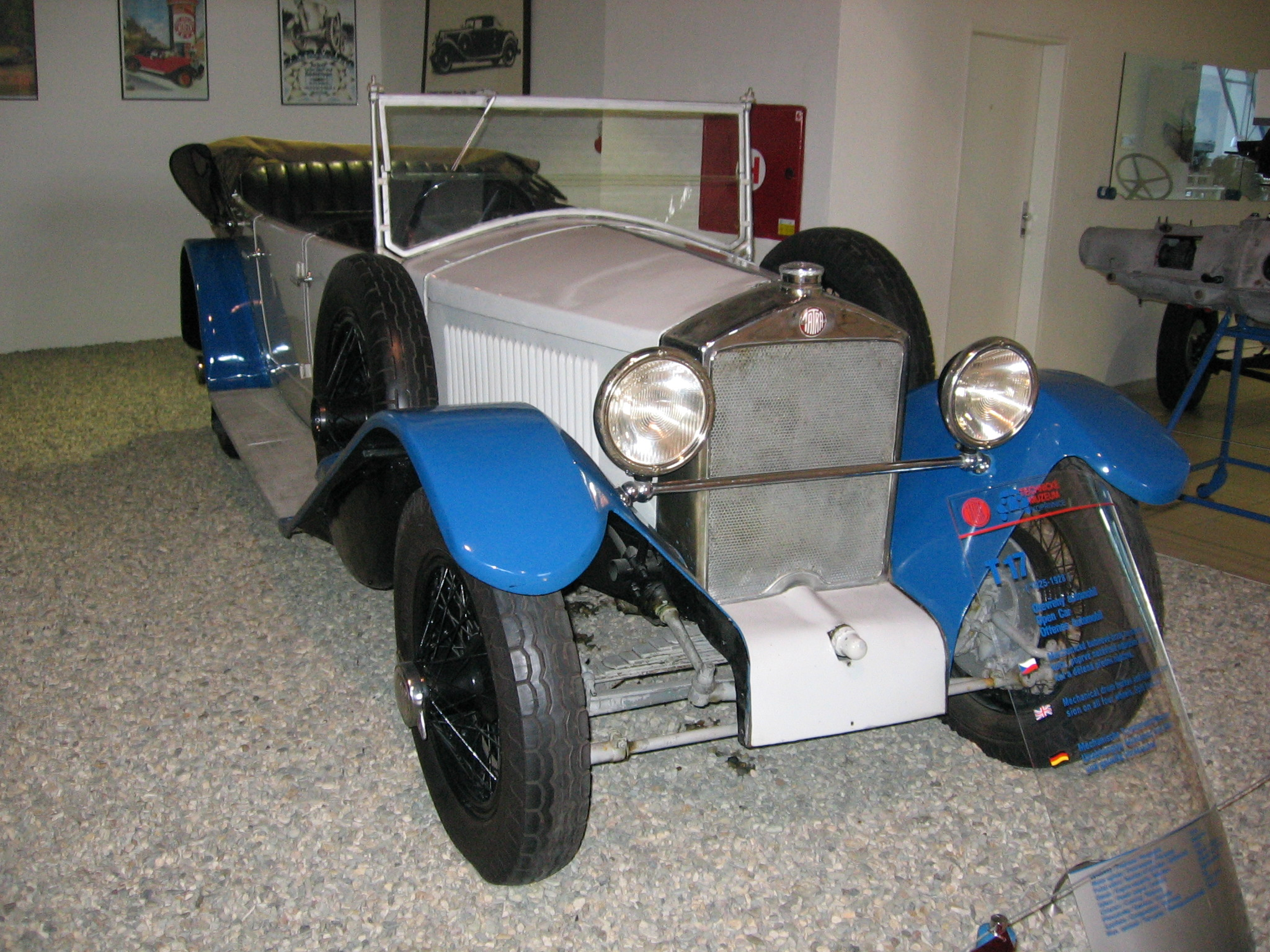
Tatra 17

Першим автомобілем, який отримав на решітку радіатора емблему «Татра», стала вантажівка «NW TL-4». Проте в програмі відновили виробництво довоєнних легкових автомобілів, які пройшли деяку модернізацію.

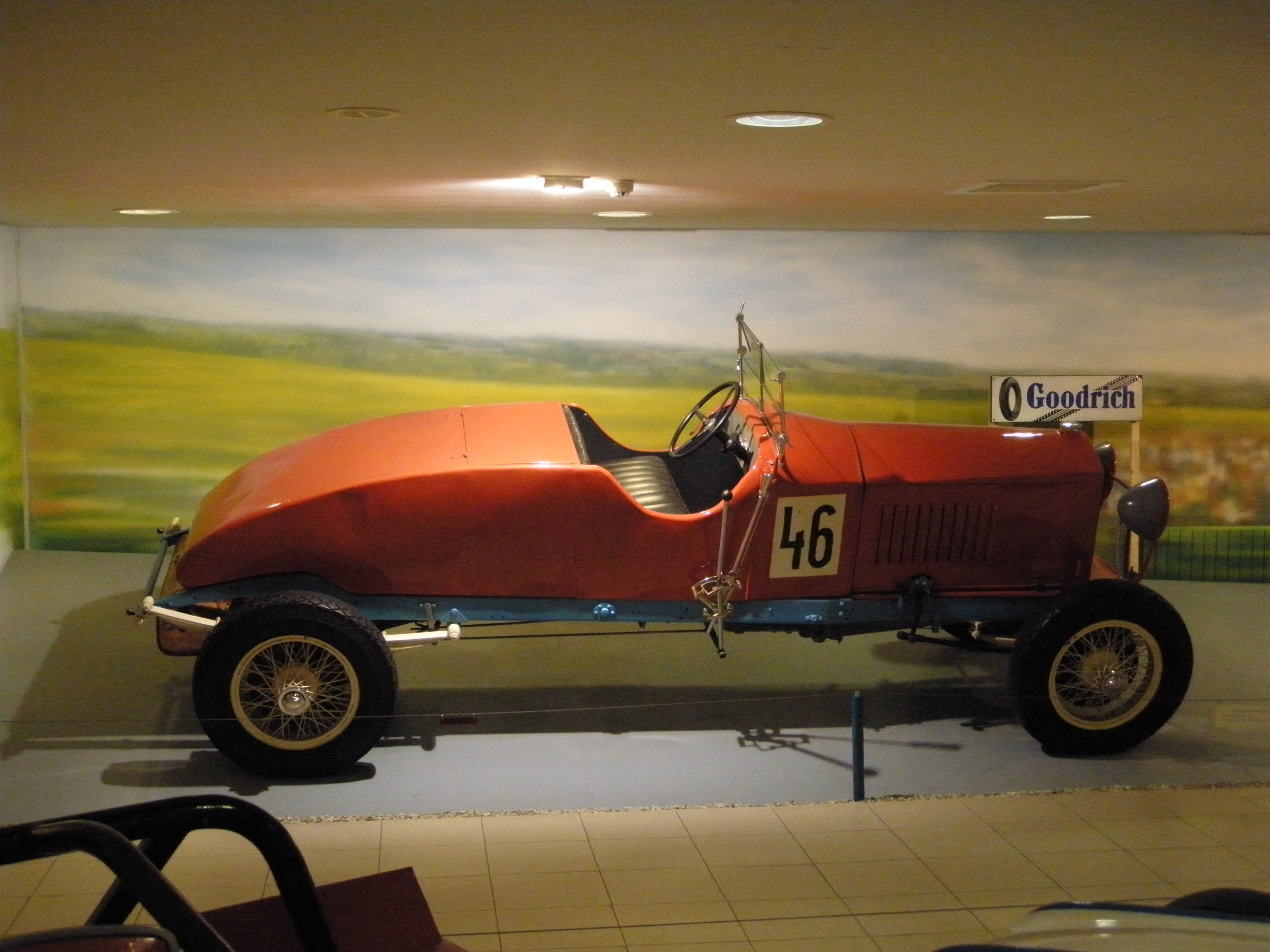
Tatra 10

Так автомобіль NW U став Tatra 10, отримавши передні гальма і збільшивши потужність з 65 до 68 к. с., цих машин було випущено вже в 13 разів більше, ніж у довоєнний час, тобто 129 штук.
NW S зробився «Tatra 20», отримавши електричний стартер і передні гальма.
У 1921 році Леопольд Пашинг придбав контроль над фірмою, він вирішив повернути Ледвінку. Ледвінка приходить на фабрику і береться проєктувати концепцію народного автомобіля, оскільки він здорово мислить, що в повоєнний час мало хто може дозволити собі дороге авто, значить треба будувати доступний транспортний засіб. Тим часом, поки він конструює модель, завод повністю реставрується і розширюється за допомогою банкірів.
У 1923 році фірма входить у концерн Ringhoffer AG, гото ж року на празькій автомобільній виставці була представлена революційна модель 11.
Це був 2-циліндровий автомобіль, мотор, об'ємом в 1,1 л, мав повітряне охолодження, але не мотор був його родзинкою, а шасі, які стали характерною рисою всіх наступних «Татр», крім тих, які отримали задньомоторне компонування, а на вантажівках ця конструкція досі використовується.
А саме — поява хребтової рами-труби і незалежної підвіски всіх коліс на хитних півосях.

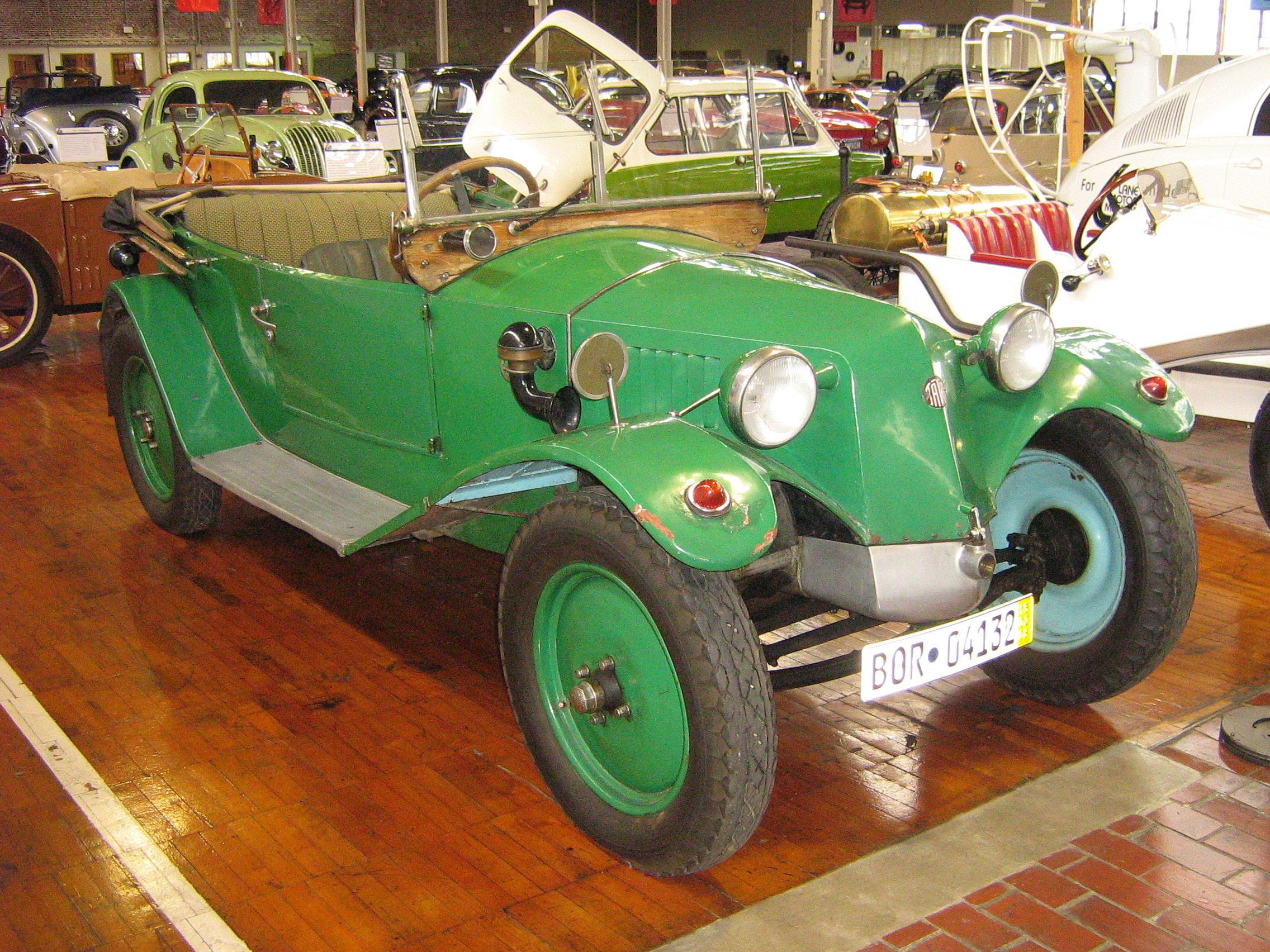
Tatra 11

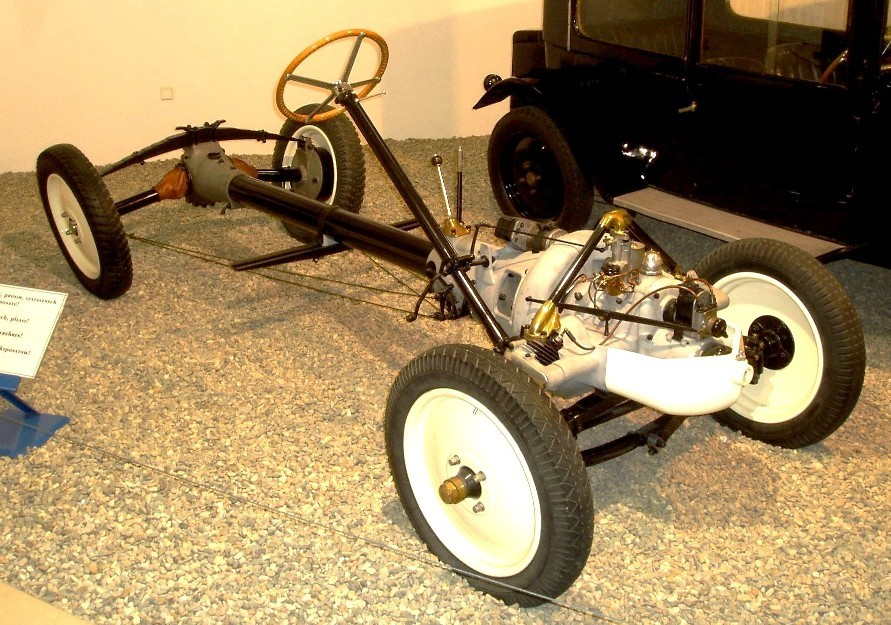
Шасі Tatra 11

На 11 моделі мотор кріпився з одного кінця труби, а головна передача — з іншого. Поперечні ресори грали роль пружних елементів підвіски і спиралися своїми кінцями на півосі, через що колеса не навантаженого автомобіля набували знамениту «клишоногість».
І хоча Ледвінка, спочатку проєктуючи машину, не бачив у ній гоночного потенціалу, машина стала досить популярною у гонщиків. Так вже в 1924 році Верміроскі піднявся на сходинку п'єдесталу в гонках Солітут на підйом у гору неподалік від Штутгарта. У 1925 році Фріц Гукель і Карл Шпонер зайняли перше і друге місця на гонках Тарга Флоріо, що примітно, вони використовували шасі базової машини, правда, мотор був не 4-клапанним, а 6-ти, оскільки машина отримала по 2 впускних клапани.

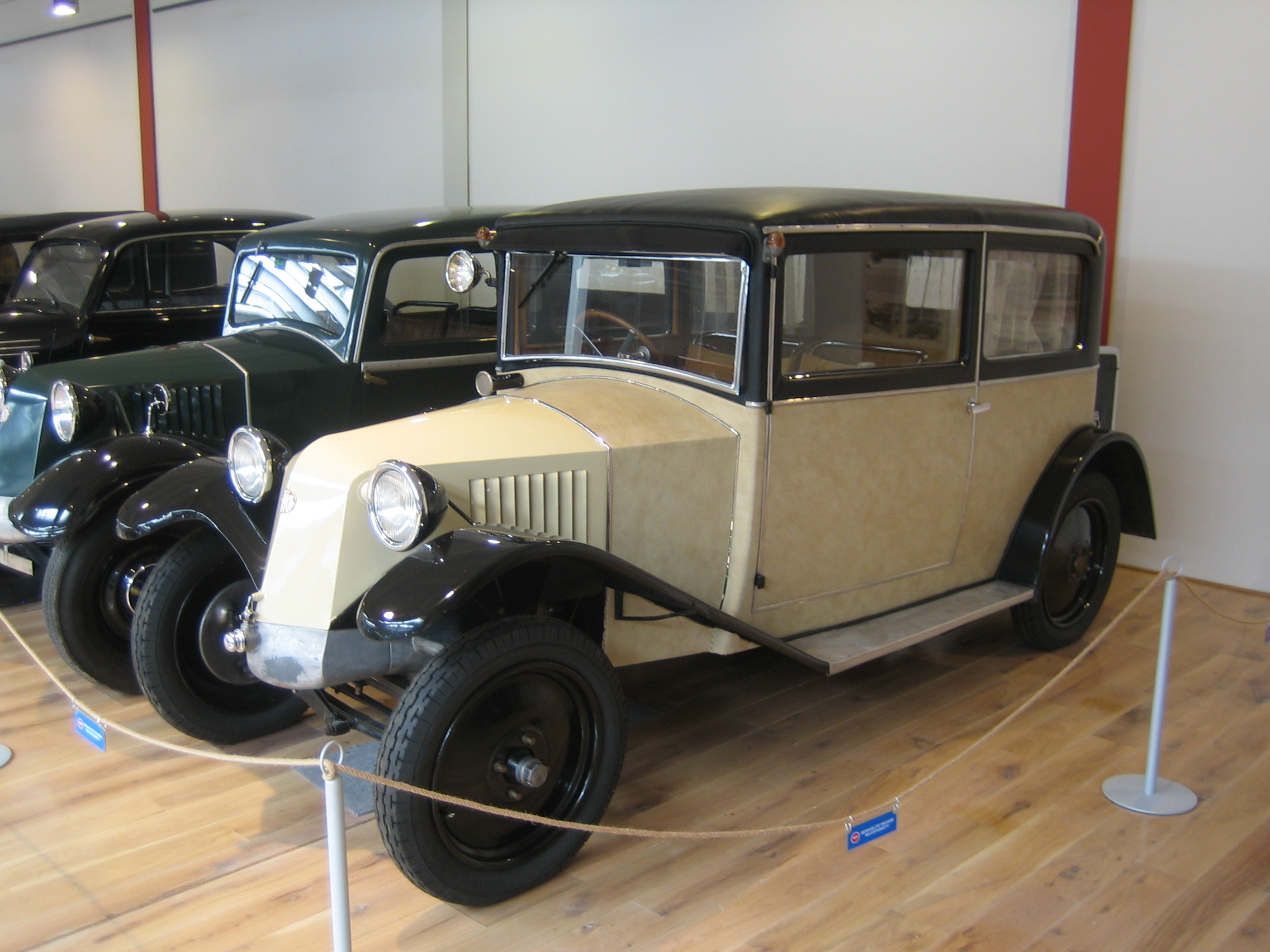
Tatra 12

Однак найкращою або більш знаменною подією стала перемога в 5300 км гонках у Радянському Союзі за маршрутом Ленінград — Тифліс — Москва. Дороги у той час являли собою непрохідну грязь і вибоїни, але Верміровскі прийшов до фінішу не тільки першим, але і без штрафних очок, також він отримав приз за найекономічніший і надійний автомобіль.
Незабаром в СРСР з'явиться автомобіль з аналогічною рамою — НАМІ 1, тепер уже ніхто й не заперечує, що основою радянської малолітражці стала «Татра».
У 1925 році з'являється люкс-модель — 17, у побудові якої використовувалася концепція хребтової рами 11-ї моделі. Однак ця 6-циліндрова машина отримала вже водяне охолодження свого мотора, який, до того ж, мав головку блоку з алюмінієвих сплавів. 1,9-літровий мотор розвивав потужність 35 к. с., а через рік з'явилася 2,3-літрова версія, потужністю 40 к. с., машина отримала індекс 31.
У 1926 році відбувається оновлення моделі 11. Вона отримує гальма всіх коліс і збільшений з 12 до 14 к. с. мотор того ж об'єму. Оскільки машина виявилася дуже популярною, то на її шасі будувалися різні кузови, аж до пікапа, правда, у виробничій програмі була і вантажівка, яка носила індекс «Tatra 13».

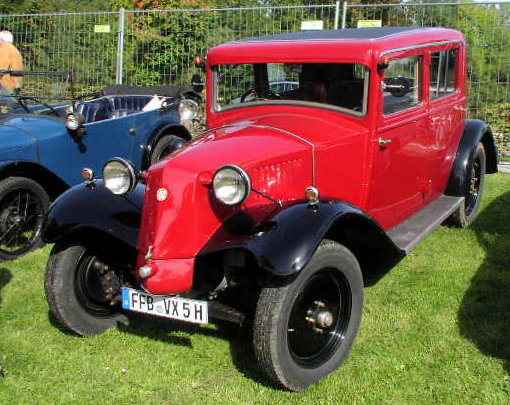
Tatra 30

У тому ж році з'являється більша модель, також з «праскоподібною» мордою, оскільки також має мотор повітряного охолодження під капотом, це була модель 30. Він оснащувався 4-циліндровим 1,7-лістровим 24-сильним мотором. На її базі була побудована спортивна версія 30 Sport, яка мала мотор об'ємом 1,9 л і потужністю 35 к. с., що давало змогу розганятися до 130 км/год.
У 1927 році завод, що виробляє автомобілі, був перейменований в Zavody Tatra A.S.. Через рік відбувається модернізація моделей 17 і 31, вони отримують індекс 17/31, мотор встановлюється лише на автомобіль із двигуном об'ємом 2,3 л.

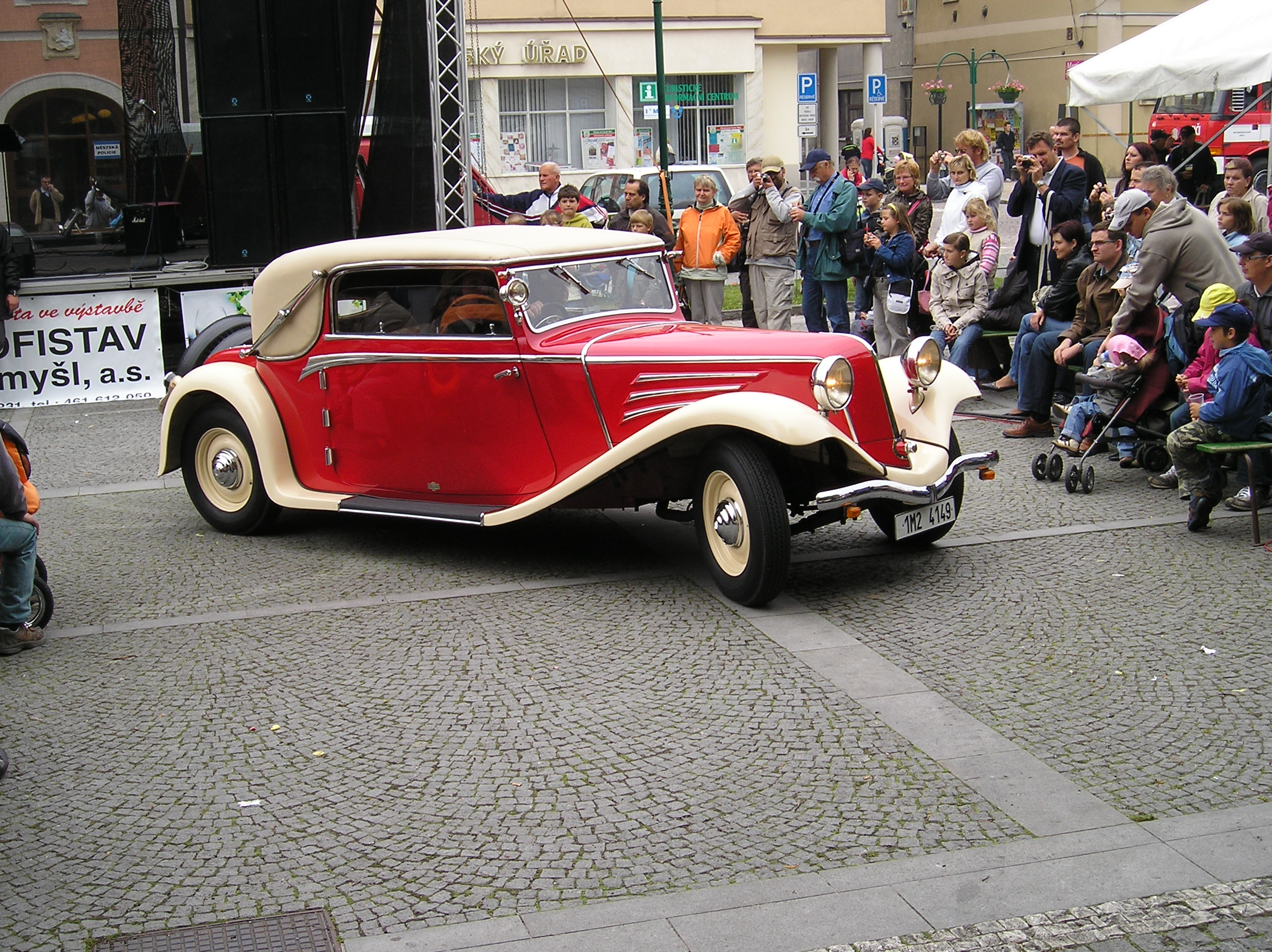
Tatra 52 Sodomka Kabriolet

А в 1929 році з'являється перехідна модель — 30/52, на яку встановили 1,9-літровий 30-сильний мотор, що різнився від 1,9-літрового мотора, який ставили на спорт-версію 30. Модель 30/52 була випущена всього в 90 екземплярах, оскільки в 1930 році її змінила вдосконалена модель 52. Модель 52 отримала гідравлічний привід гальм всіх коліс, крім базової моделі, випускалася модель Спорт із 2-літровим 36-сильним мотором. Автомобілі цієї серії також відрізнялися «праскоподібним» капотом, але часом на замовлення робилися дивовижні кузови.

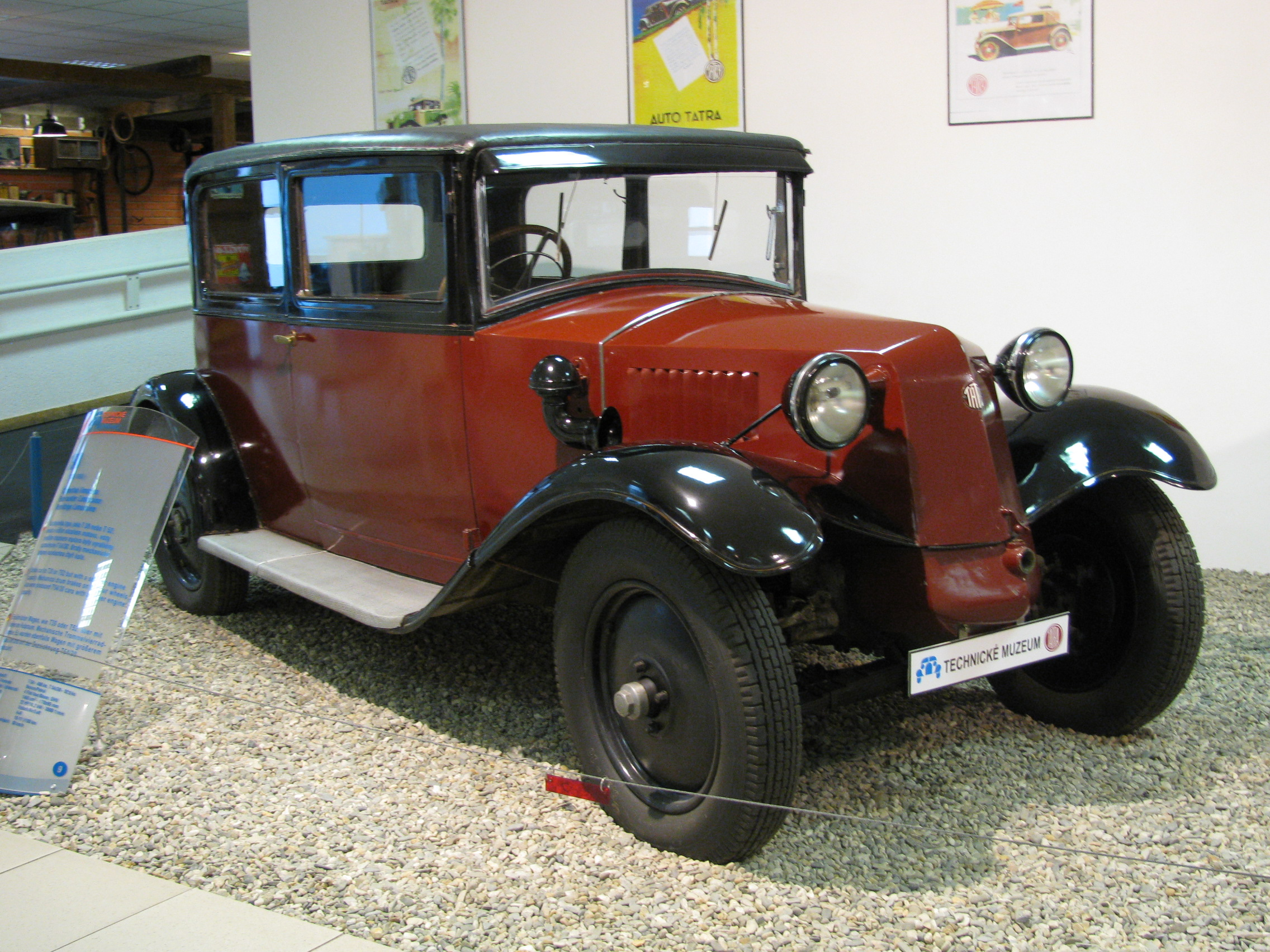
Tatra 54

Через рік з'являється більш дешева версія 54, яка зовні схожа на попередника 52 — 30, проте мотор стоїть на ній 22-сильний 1,5 л, незабаром з'явилася модель 54/30, яка оснащувалася і 1,7-літровим мотором, узятим у 30.
У 1931 році Еріх Ледвінка (син Ганза) і Еріх Юбелаккер починають проєктувати народний задньомотороний автомобіль, Ледвінка Молодший переконаний, що задньомоторна конструкція зменшить шум і вібрації від трансмісій, по-друге, зменшить висоту рами, оскільки не треба залишати місце для кардана, відповідно, знизить центр тяжіння, що повинно позначитися на керованості. Повітряне охолодження має забезпечити дешевизну і надійність конструкції. Зовні машина, яка отримала індекс V570, була схожа на попередні «праскоподібні» автомобілі «Татра», було побудовано 2 прототипи.

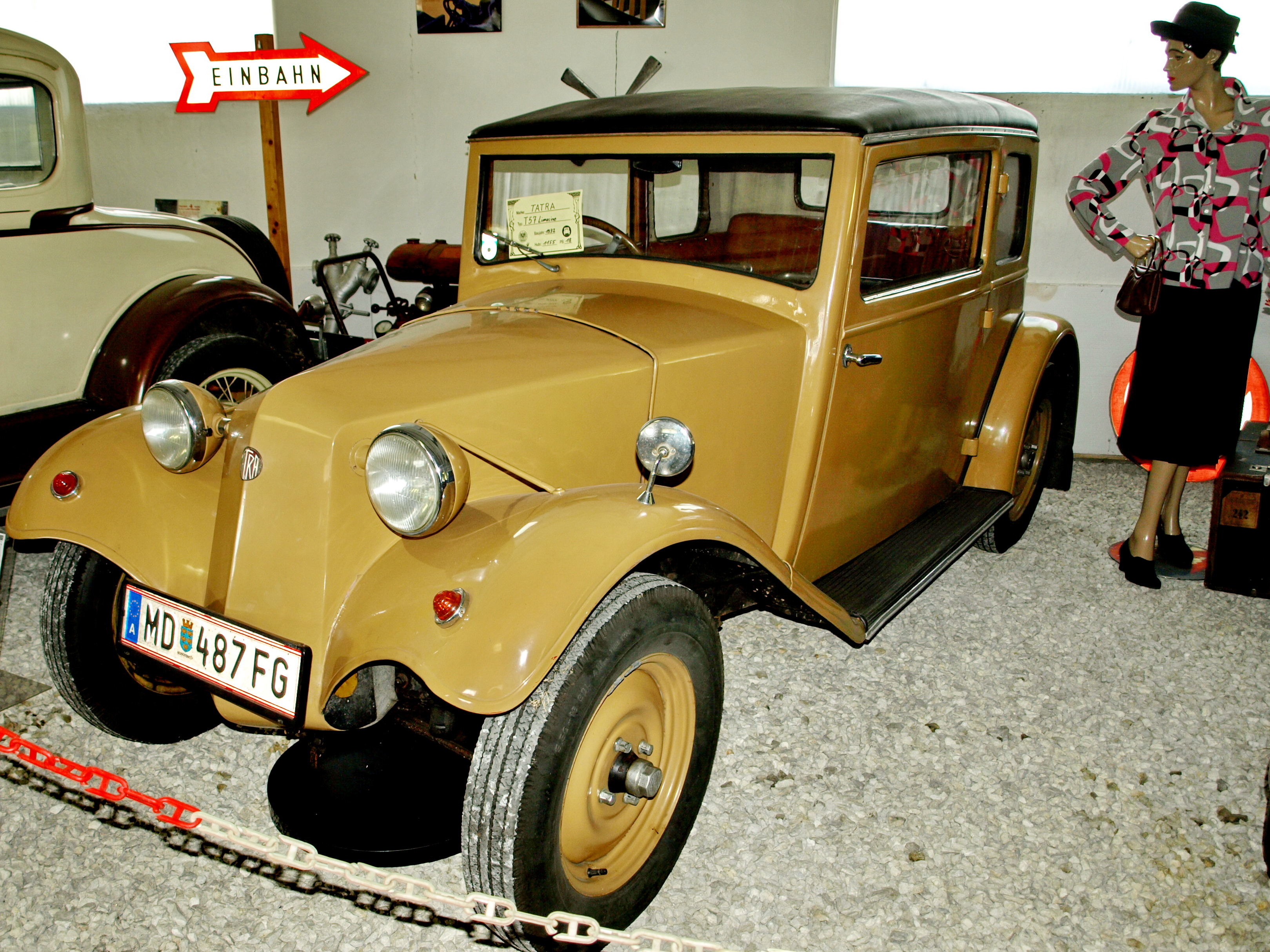
Tatra 57

У тому ж році ця ж команда підготувала до випуску вдосконалену 12 модель, що одержала індекс 57. Машина отримала 4-циліндрові мотори об'ємом 1,1 л і потужністю 18 к. с.

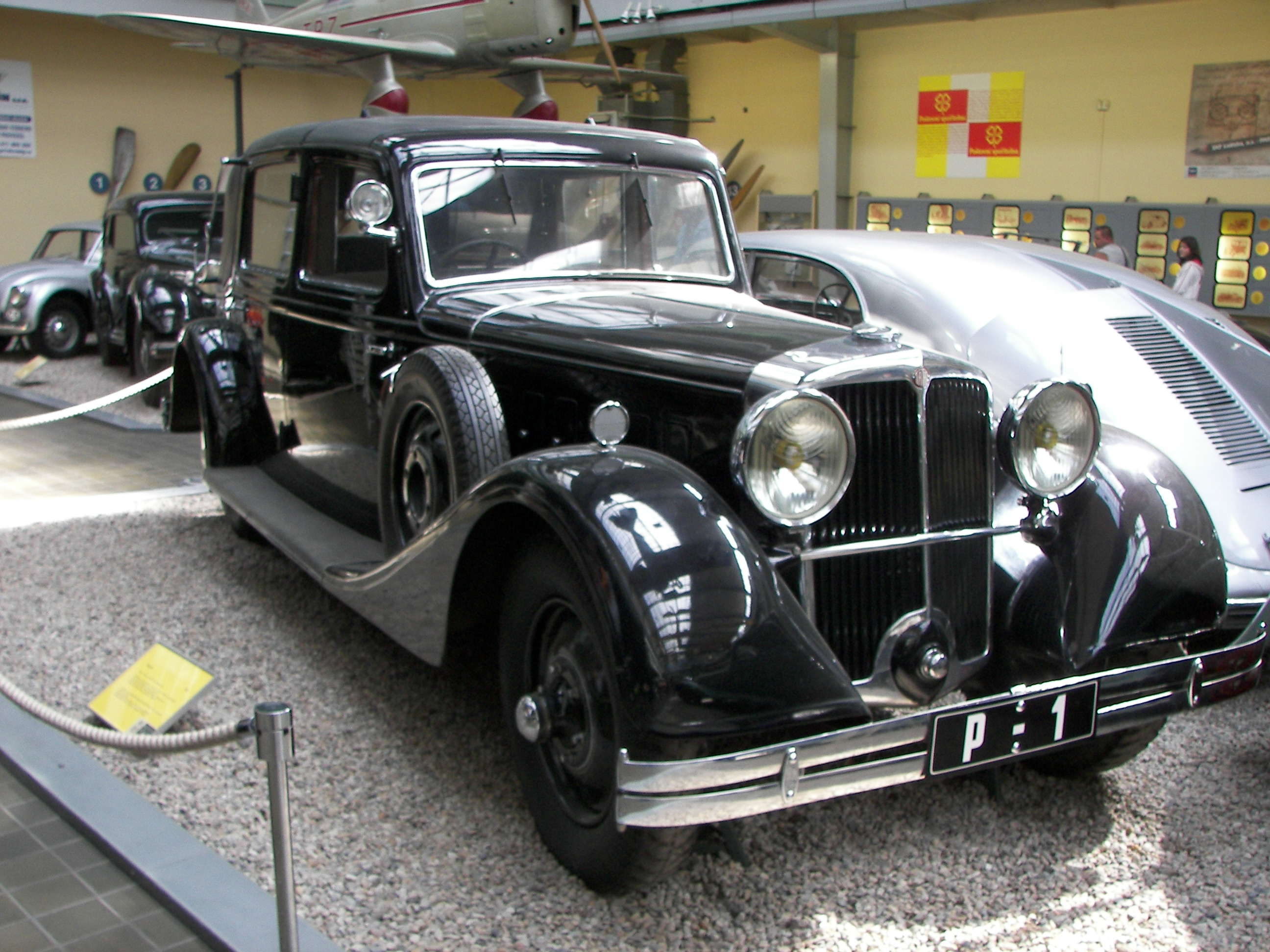
Tatra 80

Крім цього, з'являється 6-циліндрова 3,4-літрова модель 70 із 65-сильним мотором, цей автомобіль мав солідний класичний дизайн кузова. Однак топовою моделлю судилося стати 80. Цей автомобіль оснащувався 12-циліндровим 6-літровим 120-сильним мотором, через високі ціни фірма змогла продати всього 22 автомобілі цієї серії. Але ця машина справді конкурувала з автомобілями фірми «Майбах» і «Роллс-Ройс».

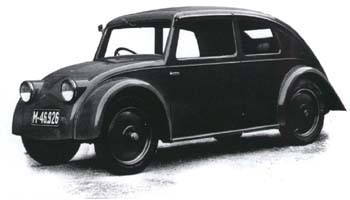
Tatra V570

У 1933 році Еріх, до якого приєднується Поль Ярай, побудували 2-й прототип серії V570. Цей прототип оснащувався новим спроєктованим мотором, він був 2-циліндровим 850-кубовим і розвивав 18 к. с. Цим автомобілем зацікавився Адольф Гітлер, під час свого турне по Чехословаччині (ще до аншлюсу), який, до речі, був великим шанувальником автомобілів, під час одного з обідів разом із Ледвінкою, Гітлер сказав Порше, що ось така машина потрібна для німецького народу.
Тим часом Ледвінка запатентував безліч рішень для охолодження мотора повітряного охолодження, розташованого ззаду. У підсумку через 5 років світ побачив автомобіль, який був досить схожий на «Татру». Багато фанатів німецького автомобіля вважають, що першим був «Цюндап», який проєктував Порше, але справа в тому, що перший суд про плагіат відбувся в 1938 році, і Порше повинен був виплатити фірмі гроші, проте його зупинив Адольф Гітлер, який сказав, що він вирішить проблему. Проте в 1961 році фірма «Фольксваген» виплатила «Татрі» 3 млн дойчмарок.
У 1934 році барон Рінгхоффер, який був тепер власником фірми, вирішує відкрити представництво по збірці автомобілів в Австрії. Справа в тому, що в Австрії в цей час розмитнення додавало 40 % до вартості автомобіля. У підсумку в 1934 році ґрунтується фірма «Аустро-Татра». Спочатку фірма збирала з готових комплектів автомобілі серії 57, але вже через 2 роки був готовий завод, на якому автомобілі вироблялися по повному локальному циклу для уникнення зайвих митних обкладань.

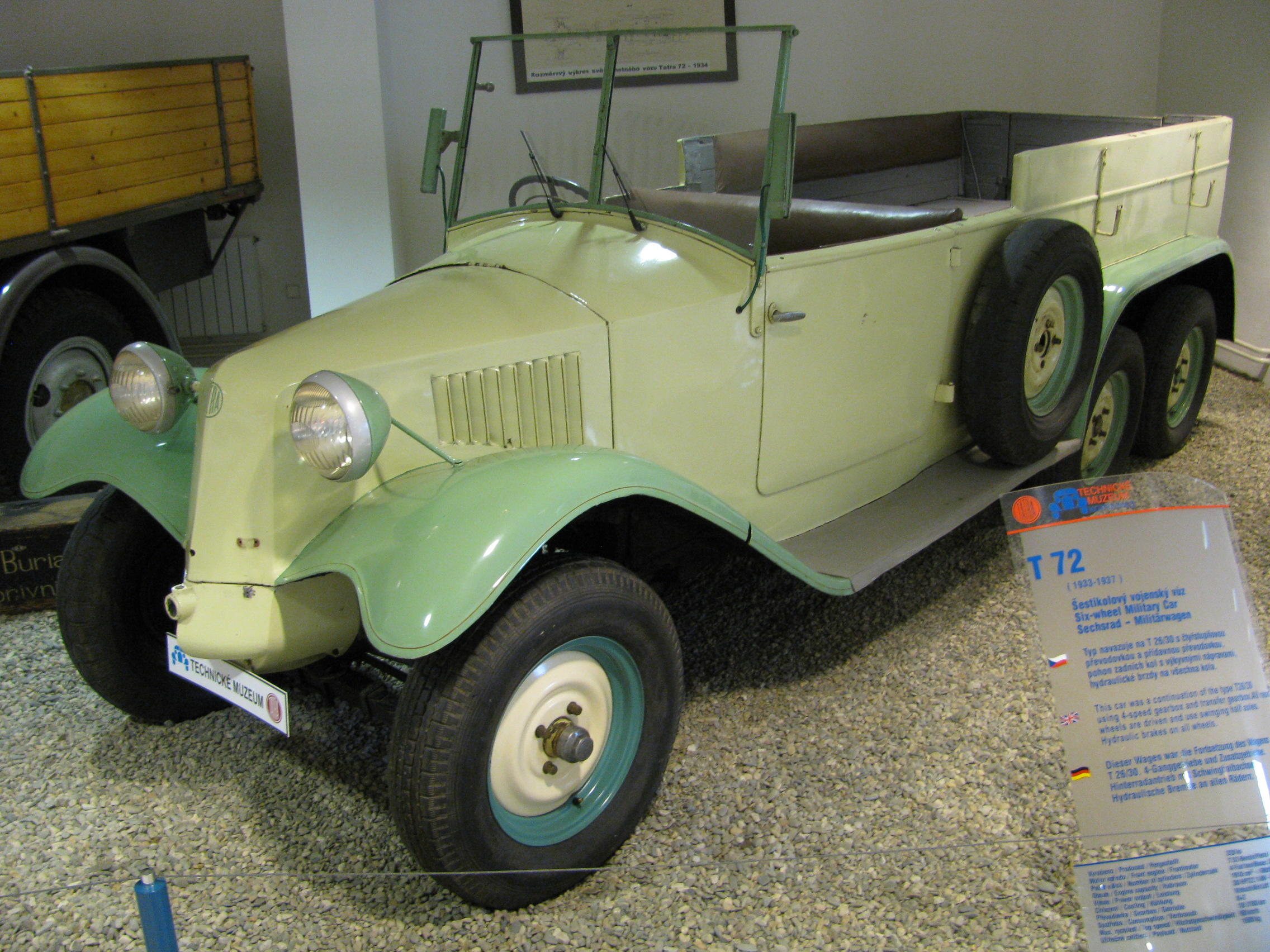
Tatra 72

У тому ж 1934 були представлені публіці ряд моделей: 3-осна легка вантажівка 72, побудована на базі 52 моделі.

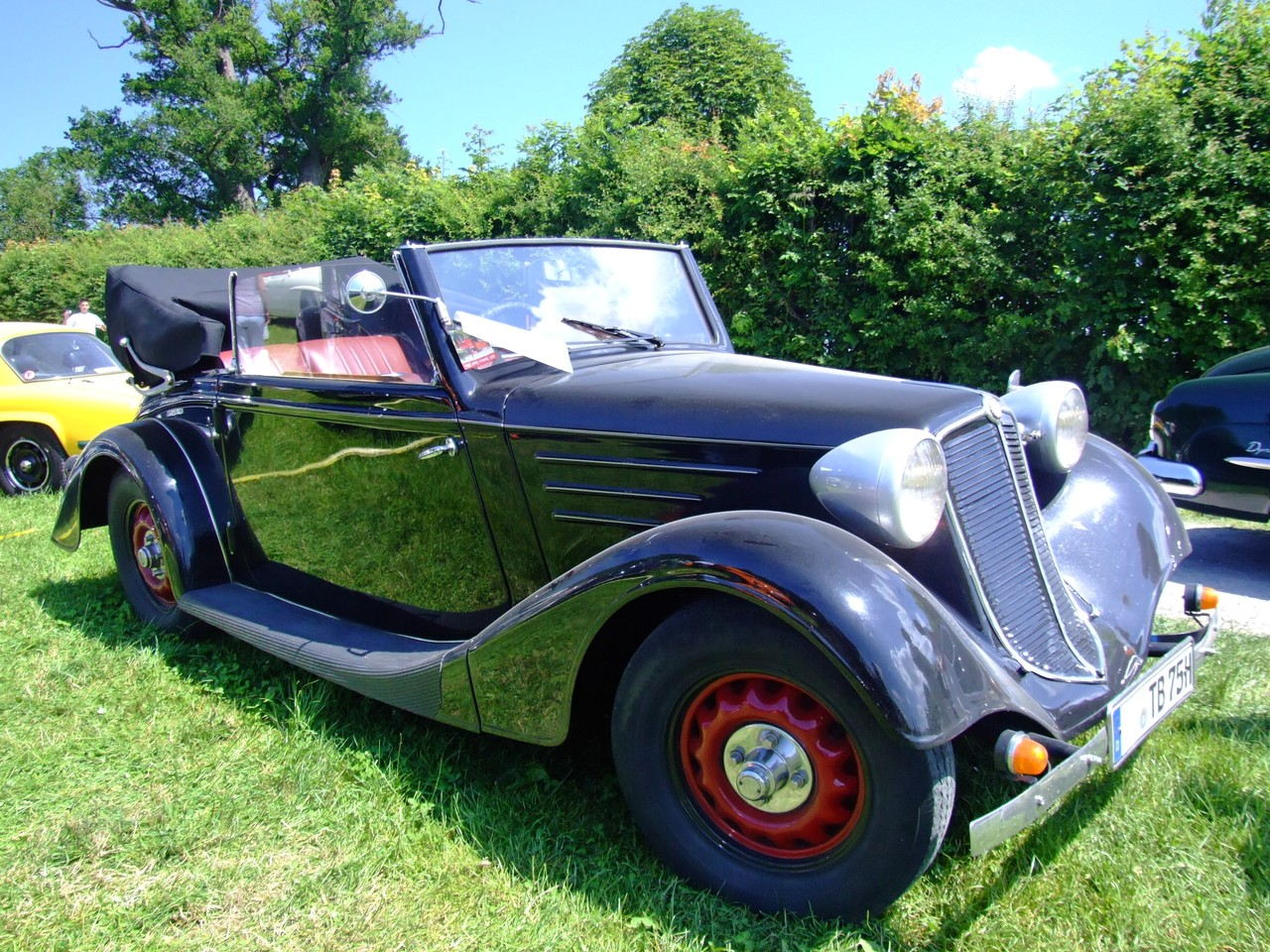
Tatra 75

Модель 75 замінила собою 54 серію, машина оснащувалася все тим же 1,7-літровим мотором.

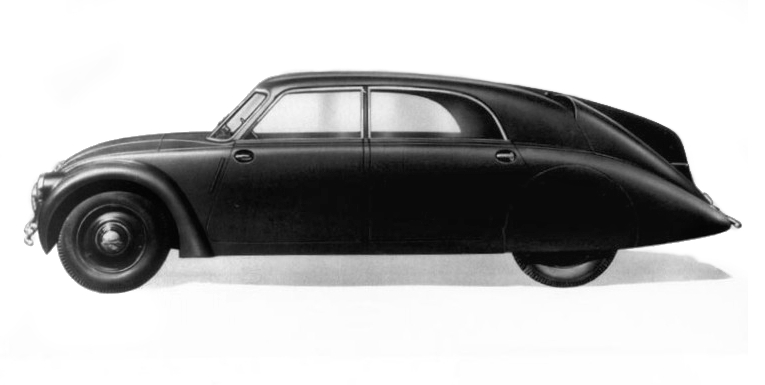
Tatra 77

Проте головною новинкою стала поява моделі 77. Ця машина була побудована на принципах прототипу 570, тобто мотор повітряного охолодження знаходився позаду; кузов був несучим; мотор, підвіска всіх коліс — незалежна; коробка і піввісь були єдиним цілим механізмом, однак головною відмінністю від прототипу було те, що під капотом було не два циліндри, а вісім, які мали об'єм у 3 л. Цей 8-циліндровий мотор розвивав 60 к. с., обтічний кузов сприяв тому, що машина могла розганятися до 145 км/год.
Підготовка автомобіля проходила під великим секретом, і вперше був продемонстрований публіці 3 березня 1934 року, звичайно, викликавши шок, оскільки це був перший серійний автомобіль з обтічним кузовом, який був несучи, і не мав підніжок, оскільки був низьким. У 1935 році машину допрацювали, оскільки у машини була надлишкова обертальність, її базу збільшили, мотор розточили до 3,4 л, і з нього зняли вже 75 к. с., збільшивши максимальну швидкість на 5 км/год, ця машина отримала індекс 77А.

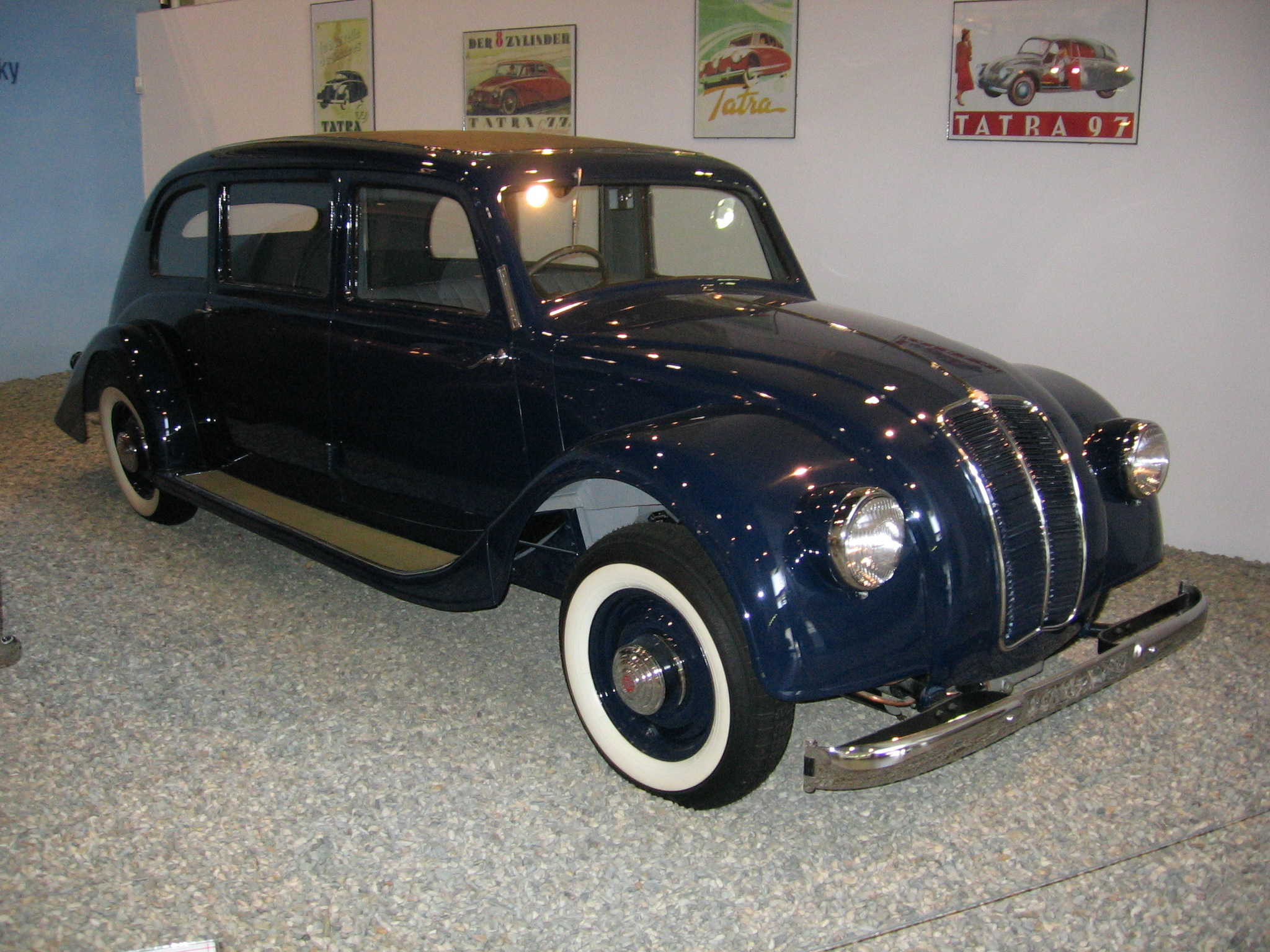
Tatra 90

У 1935 році «Татра» будує прототип, який побудований за дизайнерськими мотивами 77 моделі, але мотор був розташований спереду, а не позаду, привід же був заднім, було побудовано всього два прототипи, автомобіль у серію не пішов.

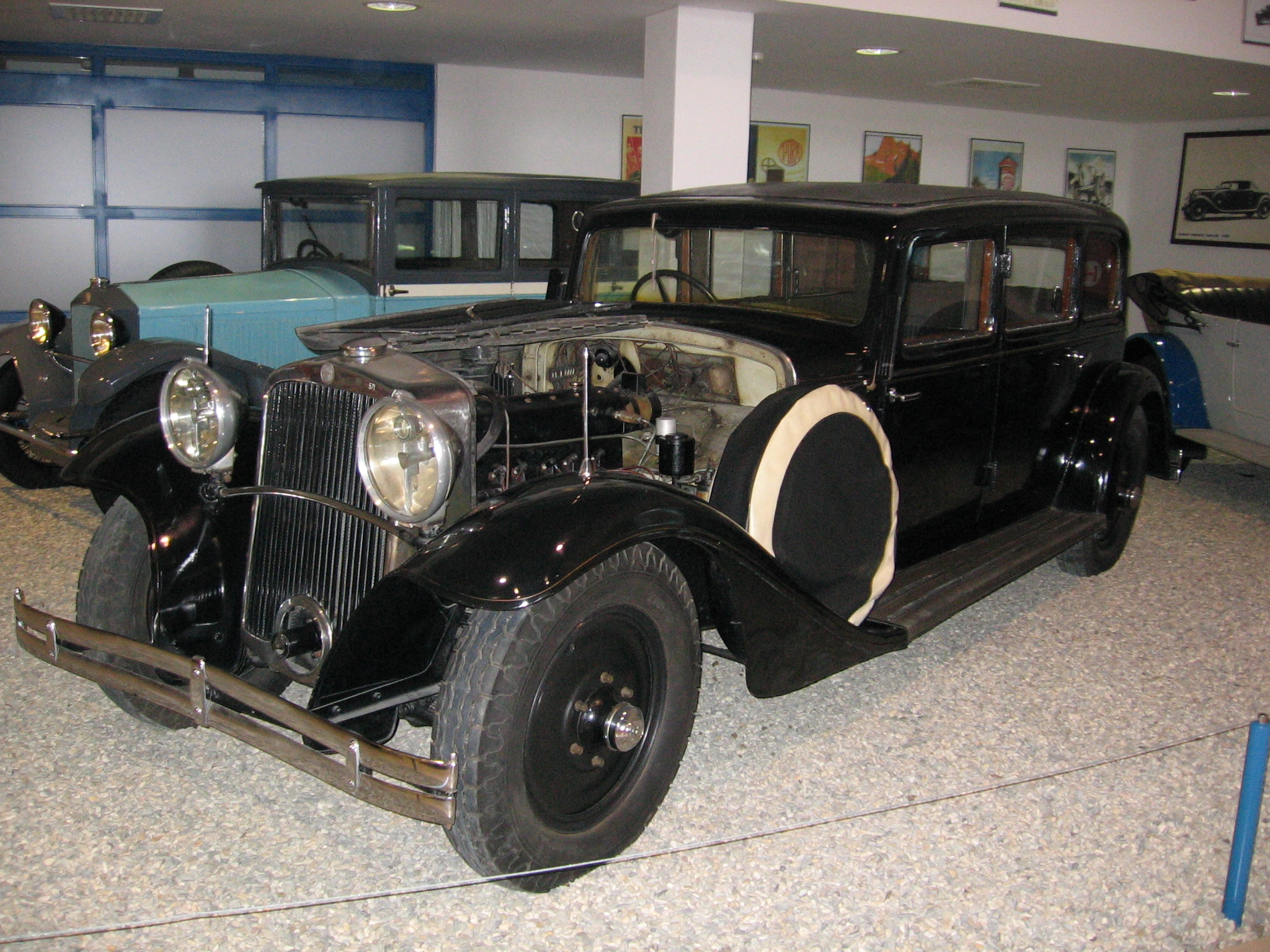
Tatra 70А

Проте в серію пішли вдосконалені моделі 57А, мотор якої був збільшений до 1,3 л, а потужність — до 20 к. с., головною зміною стала зміна дизайну, капот у формі праски пішов у минуле, і тепер машина зовні схожа на 75 модель. Також модернізували модель 70, яка отримала збільшений до 3,8 л мотор, з якого знімали 70 к. с., крім того, трохи змінився дизайн, решітка радіатора отримала нахил, так само, як і лобове скло автомобіля.

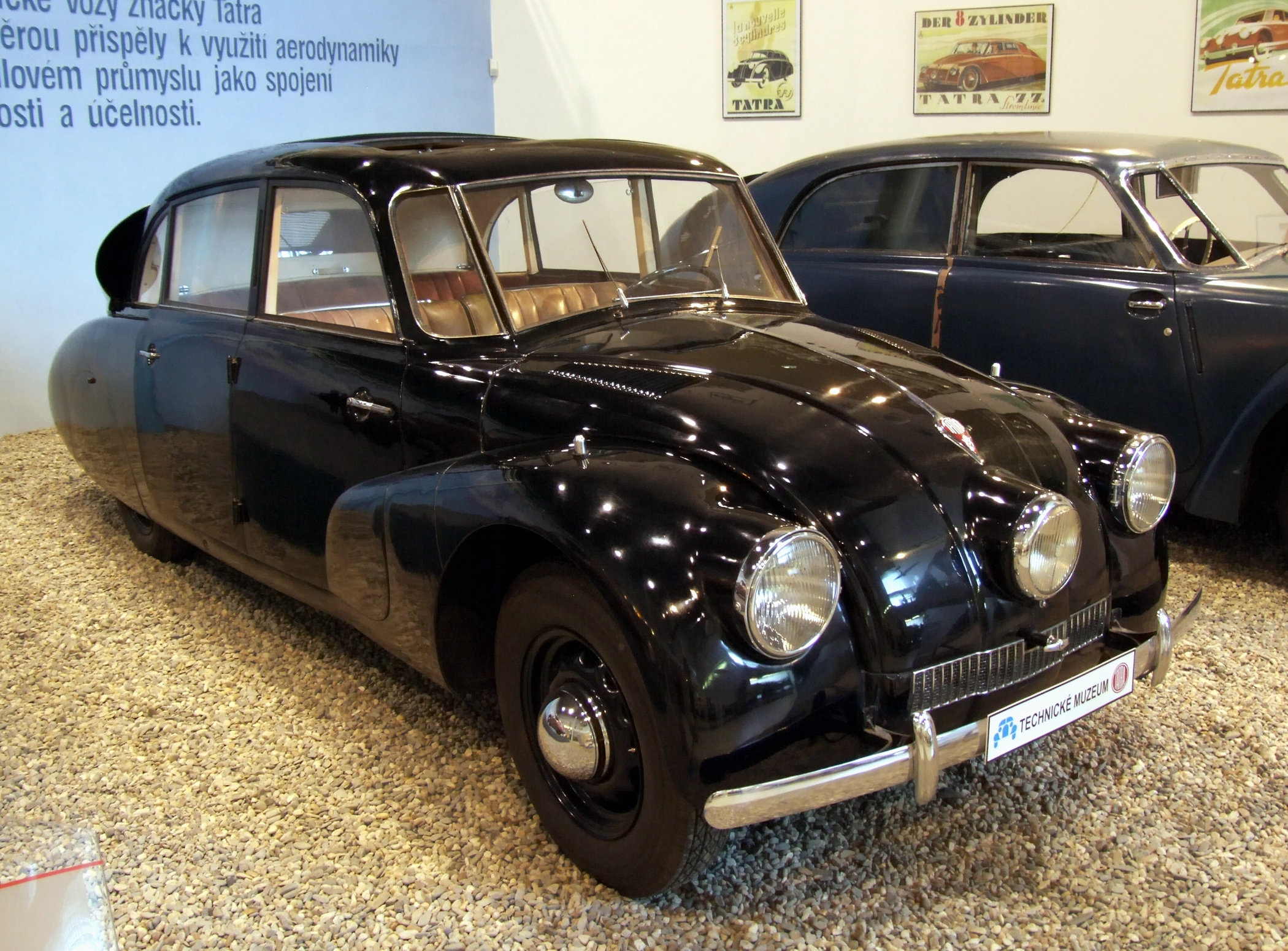
Tatra 87

У 1936 році з'являється покращений варіант 77А — модель 87. Машина отримала новий мотор, який при об'ємі 3 л розвиває ті ж 75 к. с. Машина вийшла легшою 77А і трохи меншою в габаритах.
Через рік з'являється маленька версія автомобілів 77А і 87, які випускалися одночасно.

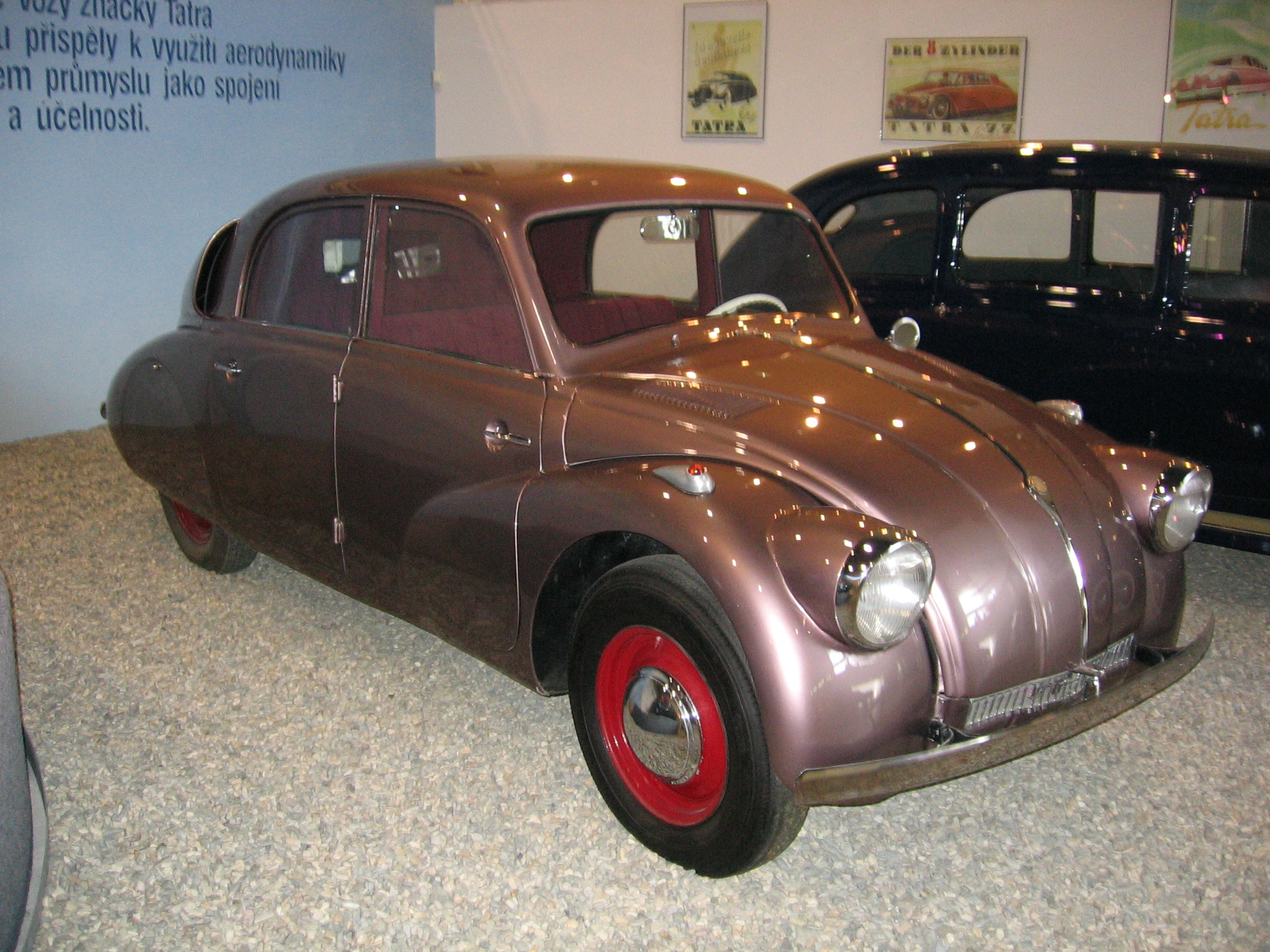
Tatra 97

Це була модель 97, зовні вона була схожа на вухатий 87, але під капотом був 1,8-літровий двигун із чотирма циліндрами, він розвивав 40 к. с. Машина була на 50 см коротшою 87 моделі.
Однак в 1938 році Німеччина анексує Чехословаччину, водночас відкидаються претензії «Татри» до KdF, і разом із цим із виробництва в 1939 році знімається модель 97, яка близька за параметрами до «Жука», який якраз дебютував на Берлінській автомобільній виставці.

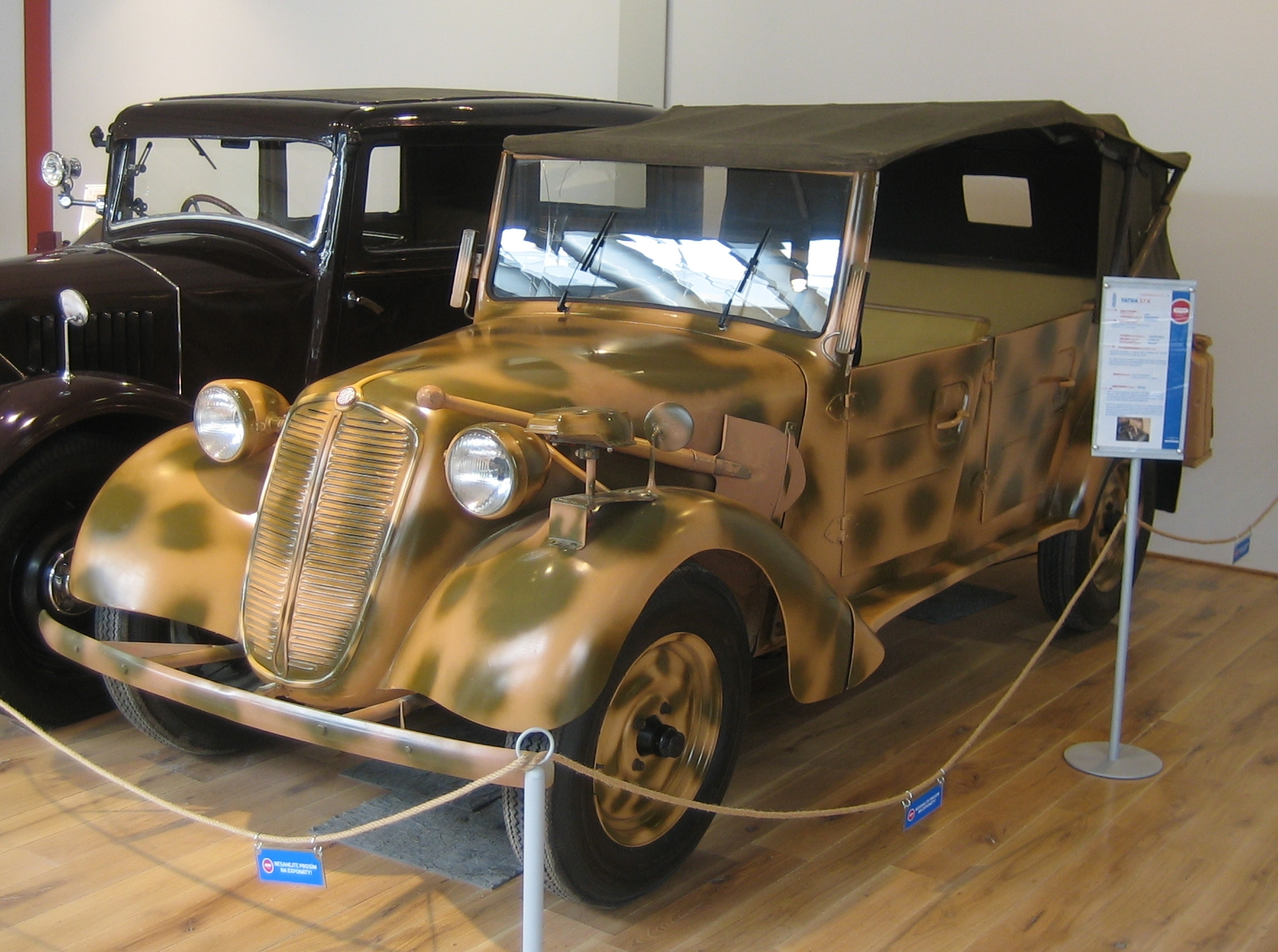
Tatra 57K

Однак більша модель 87 залишається єдиною обтічною моделлю фірми. Тим часом модель 57 знову модернізується і отримує індекс 57В, разом із нею з'являється модель 57К («Кюбельваген») для потреб німецької армії.
Тим часом німецьким офіцерам, які знаходяться в Чехословаччині, подобаються «Татри 87», вони їх охоче купують і ганяють по автобанах, але тут виявляється, що на максимальних швидкостях передня вісь автомобіля розвантажується, вона втрачає зв'язок із дорогою, у результаті машина потрапляє в аварію, а разом із ними на той світ йдуть і кадрові військові, злі язики називали ці машини «секретною чеською зброєю». До речі, навіть вийшов наказ, що забороняє німецьким офіцерам купувати «Татра 87».
Але не дивлячись на всі ці заборони, «Татра 87» випускалася до кінця війни, разом із моделями 57В і 57К, хоча сам завод в основному сконцентрувався на виробництві вантажних автомобілів, які випускалися весь цей час, починаючи з 1908 року, а також на спеціалізованого військового транспорту, типу автомобілів-дрезин, які могли їздити залізницею, або снігохода з кузовом від «Татри 86», на якому, мабуть, планувалося штурмувати радянські території.

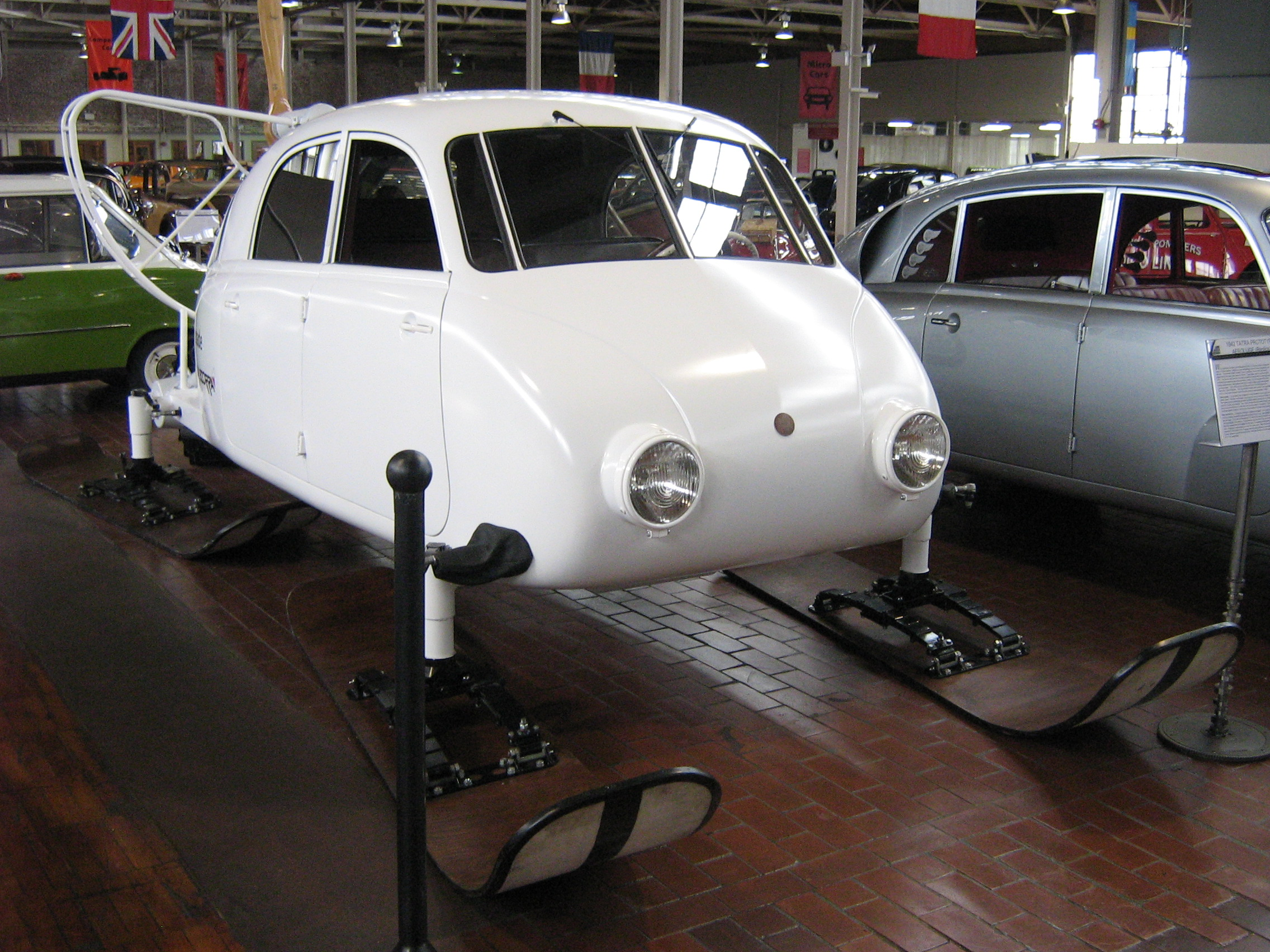
Tatra V855B

Мабуть, було побудовано всього кілька примірників, оскільки ці снігоходи не були масовим озброєнням Вермахту.
До речі, «Татра» стала широко відома в СРСР якраз не після Другої світової війни, а під час війни, оскільки вантажівки цієї марки широко використовувалися Вермахтом, і багато вантажівок стали трофейними.
Сама фірма в 1930-х роках випускала на одному конвеєрі одночасно такі різні, і в той же час такі цікаві автомобілі.
Отже, скінчилася війна, барон фон Рінгхоффер був заарештований і 1946 року згинув у катівнях будівлі НКВС, Ганз Ледвінка був також заарештований і засуджений на 6 років за пособництво фашистам (проєктування військової техніки), сам завод був націоналізований і перейменований в Tatra Národní Podnik.
Відновилося виробництво легкових 57В і 87. До речі, цікавий момент — перша випущена «Татра 87» була передана Герою Радянського Союзу, а надалі — Маршалу СРСР Андрію Івановичу Єременку, який і керував визволенням Чехословаччини від фашистів, до речі, і фашистський маршал їздив на такій «Татрі» під час війни, а саме — «Лис Пустелі» — Ервін Роммель.
Не гребували «Татрою 87» і люди королівської крові, так Фарух 1 (король Єгипту) мав у себе в гаражі таку ж машину, так само, як і німецькі промисловці та інженери — Ернст Хейнкель і Фелікс Ванкель.

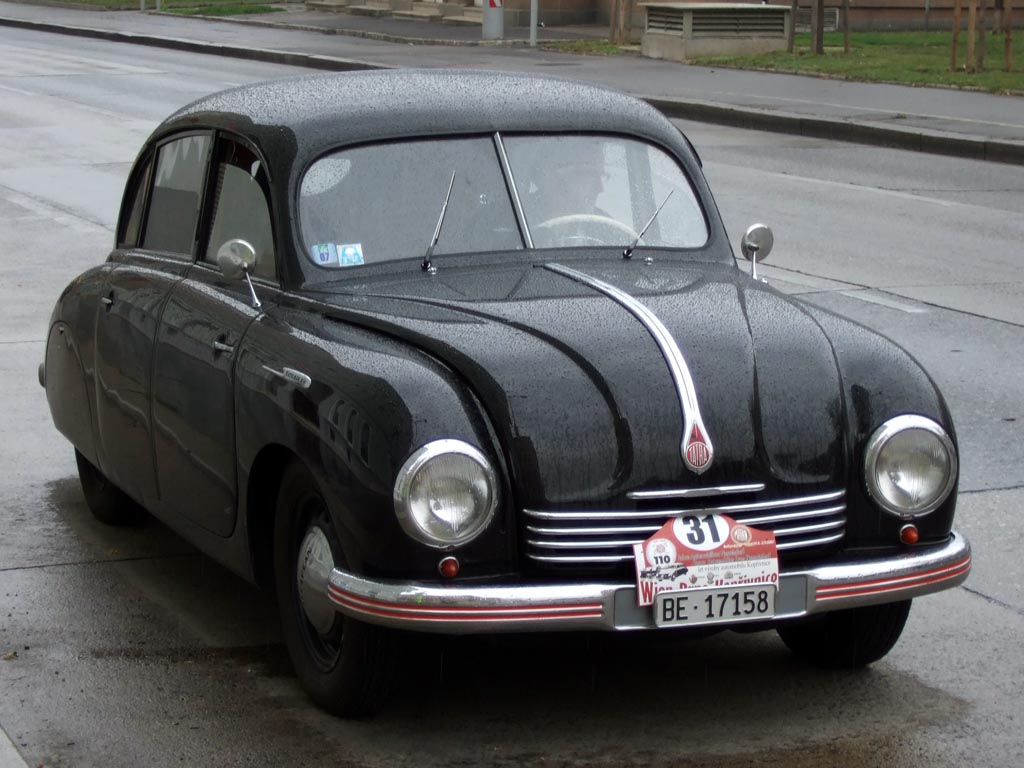
Tatra T600 Tatraplan

У 1946 році почали розробляти модель 107, яка, по суті, була подальшим розвитком довоєнної 97. Машина була збільшена майже на 30 см, підвіска була перероблена, спереду вона стала пружинною, а ззаду — торсіонною. Мотор залишився спочатку колишнім. У 1946 році був побудований прототип «107 Амброс», через рік — «107 Йосип». Однак у 1948 році, коли машину почали випускати, назву замінили на «Т600 Татраплан». Слово «Татраплан» мало 2 значення, по-перше, країна стала комуністичною, в економіці якої все вирішував план виробництва, а по-друге, кузов нагадував фюзеляж літака.
Автомобіль оснащувався новим 2-літровим мотором. До речі, автомобіль був потім заміряний в аеродинамічній трубі, і рівень Сх склав 0,32 (а у 87 — 0,36).
Тим часом «Австро-Татра» відокремилася від чехословацького заводу, оскільки австрійський уряд бачив послідовником фірми не комуністичний уряд, а нащадків барона фон Рінгхоффера, які й стали господарями підприємства. Цікавий факт перетину доль «Татри» (нехай і австрійського відділення) і «Порше» — перші кузови для «Порше 356» робив австрійський завод «Татри», оскільки у фірми був не використовуваний тепер кузовний завод. Щоб не повертатися до австрійців, то на заводі почалося виробництво ліцензійних Gutbrod, а в 1963 році фірма змінила назву на Ringhoffer GmbH і стала дилером фірм Peugeot, Alfa Romeo і Rover.
У 1947 році чехи Іржі Ганзелка і Мирослав Зікмунд, випросивши у заводу «Татру 87», вирушили в навколосвітню подорож по Африці, Південній і Центральній Америці, вони переконали керівництво, що ця подорож буде гарною рекламою автомобілів та й Чехословаччини в цілому, попутно вони робили замітки, які в підсумку вийшли у вигляді безлічі книг, що описували їх пригоди. У планах було і відвідати США, проте уряд США не дав візи комуністам. Так що довелося закінчити свою подорож біля кордону Мексики і США в 1950 році.
До речі, 23 травня 1947 року чехословацькому президенту Бенешу була передана модель 70А, яка стала єдиною 70, виробленою після війни.

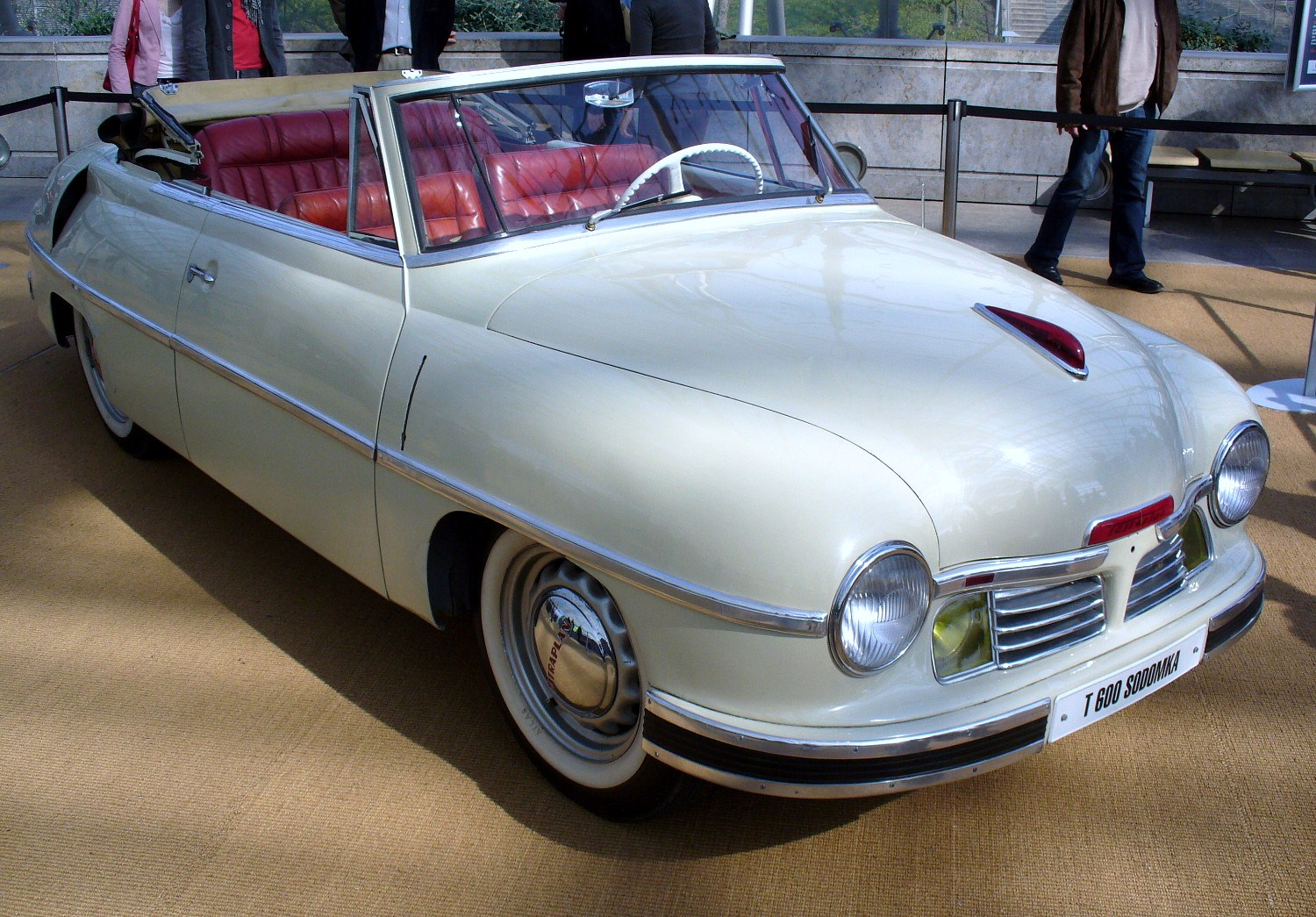
Tatra T601 Sodomka Cabriolet

Тим часом у 1950 році «Татра Т87» знімається з виробництва. За рік до цього на базі Т600 будується кабріолет кузовним ательє «Содомка». Це був рідкісний серед кабріолетів автомобіль із несучим кузовом, але загальна силова конструкція була настільки міцна, що не доводилося переживати за живучість кузова. 22 грудня 1949 року цей автомобіль був подарований Сталіну, але він на ньому не їздив, оскільки боявся замахів і т. д.. За чутками автомобілем користувалася дочка Сталіна і Алілуєвої — Світлана, потім сліди автомобіля загубилися, але в 1976 році машину знайшли в Тбілісі, де на ній їздив якийсь лікар, на рівні міністерств велися переговори, у результаті машина повернулася до Чехословаччини, де цей унікальний автомобіль і був відреставрований.

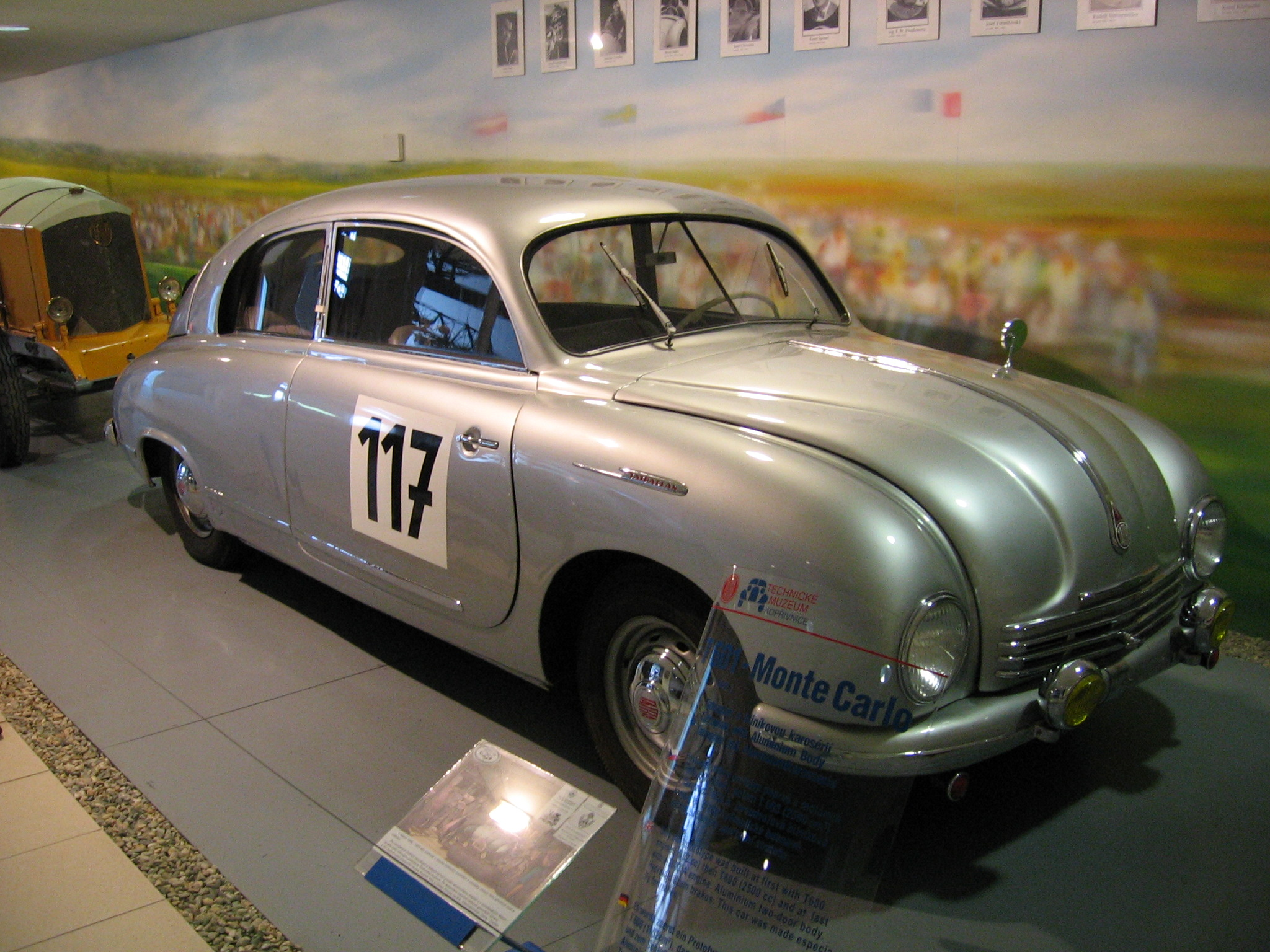
Tatra T601 Monte Carlo

До кабріолета був випущений ще один цікавий варіант — з кузовом купе, який отримав назву 601 Monte Carlo. Автомобіль спочатку отримав 2,2-літровий мотор потужністю 60 к. с., що було на 8 більше, ніж у базового, а потім 2,5-літровий V8 (серії 603).
Цей автомобіль розвивав 175 км/год завдяки тому, що його кузов був зроблений з алюмінію, також ця машина цілком успішно виступала в різних ралі, зокрема і в африканських.

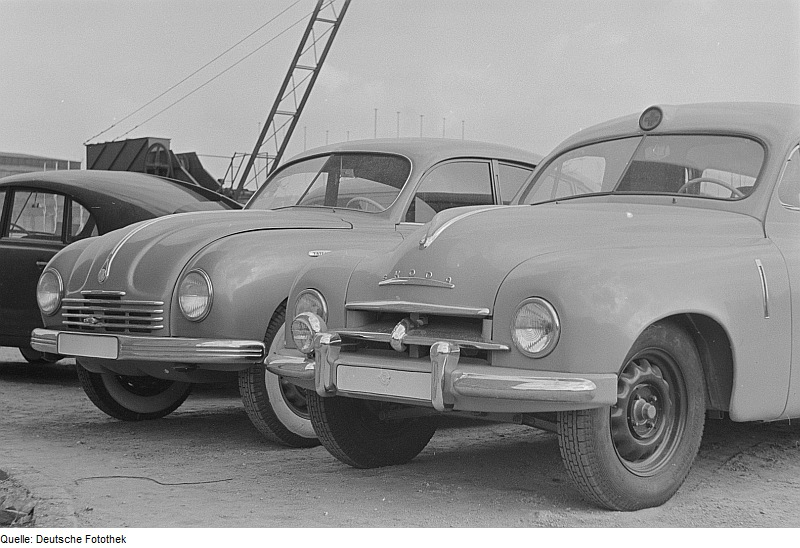
Tatra T201 Ambulance та Škoda 1200

До речі, на базі 600 серії були побудовані прототипи пікапа і карети швидкої допомоги, які оснащувалися 2-літровим мотором, що знаходився попереду, а не позаду, привід був заднім.

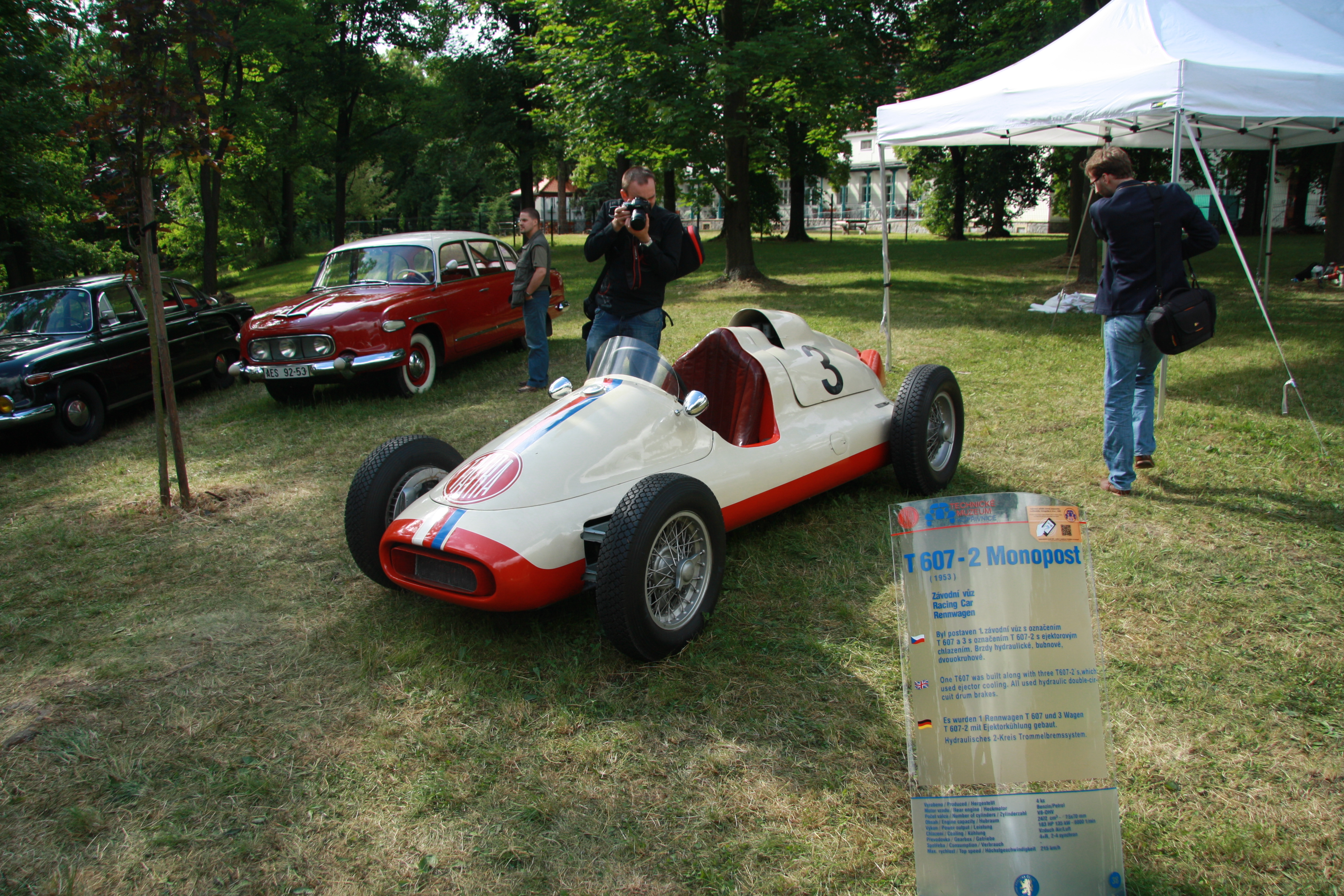
Tatra T607

У 1950 році був побудований спортивний автомобіль 607, він мав 2,5-літровий V8, який був форсований до 163 к. с., цей болід розвивав швидкість у 217 км/год.
Через рік по держплану виробництво легкових автомобілів на заводах «Татра» було припинено, оскільки державі потрібні були вантажні машини в дуже великій кількості. Виробництво «Татраплана» було передано в Млада Болеслав на завод «Шкоди», де машина випускалася ще рік, «Шкода» випустила за цей час 2100 автомобілів на додачу до 4000 випущених за цей час безпосередньо «Татрою». До речі, «Шкодовські» «Татраплани» можна впізнати за збільшеними задніми вікнами.
У тому ж році Ганс Ледвінка вийшов із в'язниці, після чого іммігрує до Австрії, де знаходить роботу у фірмі Steyr його син Еріх, а потім переїжджає до Німеччини, де Ванкель дарує йому колись куплену ним «Татру 87». На жаль, цей великий конструктор більше не займався проєктуванням автомобілів, пішов він з життя в 1967 році.
У 1952 році проходили випробування трьох автомобілів із дизельним мотором, це був 3-циліндровий 2-літровий агрегат, який розвивав 42 к. с., машина була досить економічною, але у країні не знайшлося зайвих грошей, щоб запустити машину в серію. А шкода, оскільки в той момент тільки «Мерседес-Бенц» випускав легкові автомобілі з дизельним мотором, хоча в довоєнний час було ще кілька виробників, які, правда, не вижили після війни.

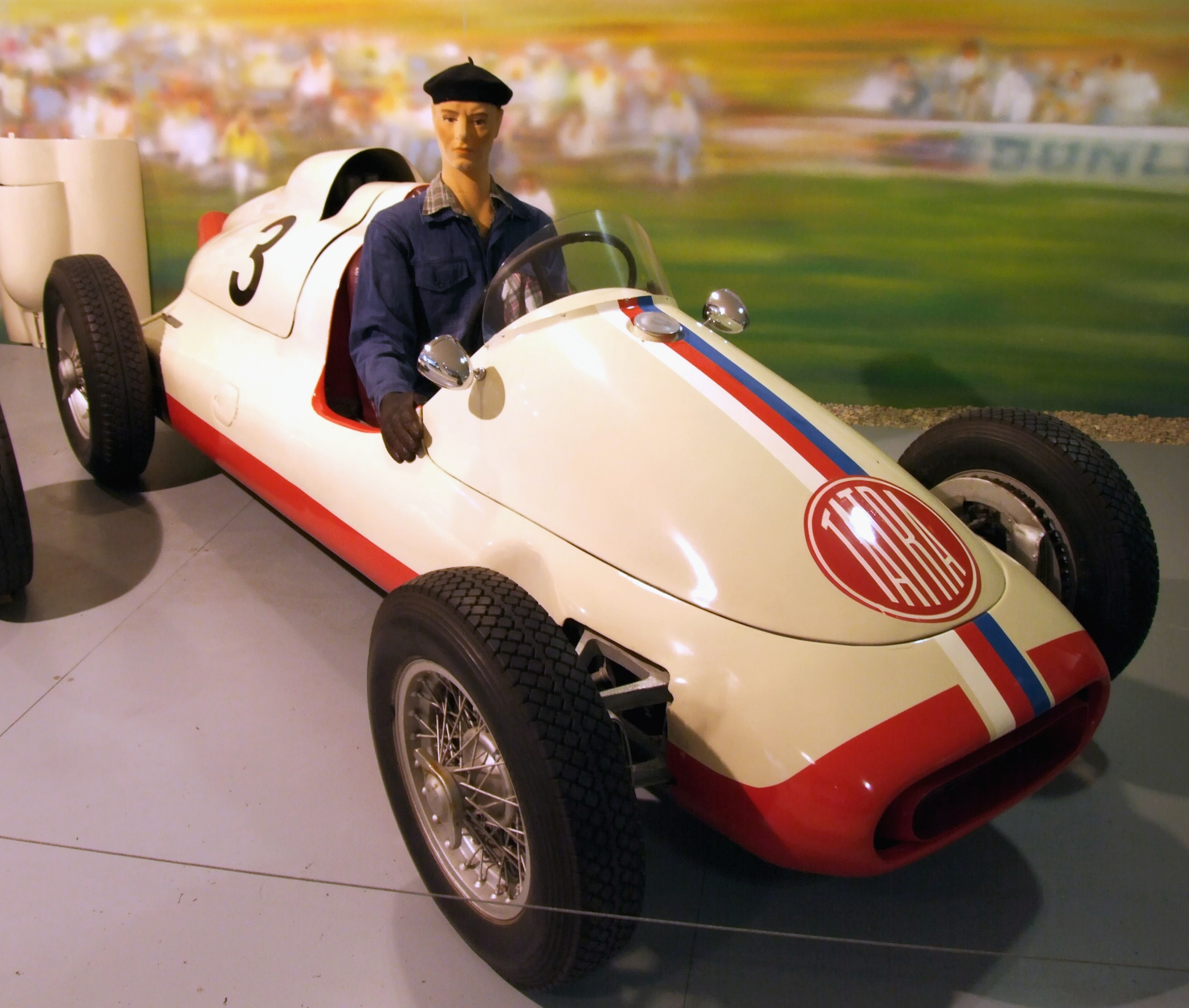
Tatra T607

Через 2 роки Юлій Кубінскі, словак, будує красивий прототип JK2500. Кубінскі колись був авіаінженером, після війни перейшов працювати у фірму «Кароса». У гаражних умовах він разом зі своїми друзями будує машину на просторовій рамі з використанням вузлів від «Альфа Ромео», «Лянча» і «Фольксваген», кузов був вибитий з алюмінієвих листів. Автомобіль був показаний пресі, яка опублікувала статті типу «Ми теж можемо». Після такого успіху Кубінскі вирішує заручитися підтримкою заводу «Татра», проте підтримка заводу вилилася тільки у вигляді подарунку мотора серії «603», який ставився на позашляховик 805, він був на 30 к. с. слабкішим легкового варіанту. Кубінскі вирішив поставити під капот V8 замість рядної шістки «Альфа Ромео», для цього йому довелося реалізувати ряд проблем, пов'язаних з охолодженням двигуна, після «модернізації» прототипу машина була знову показана керівництву «Татри». Автомобіль був узятий на тестування, під час тестів з'ясували, що машина розвиває 170 км/год, тоді конструктори заводу взялися за доведення мотора і ходової частини, у результаті спорт-купе змогло розігнатися до 207 км/год. Тодішній директор заводу «Татра» — Ладіслав Хожеський запропонував Кубінскі місце в команді конструкторів заводу, але той відмовився. У 1957 році була випущена партія з 5 машин, які несли в своєму імені ініціали свого творця.
Сама машина комплектувалася мотором «Татри 603», яка вже пішла в серію, до речі, мотор розташовувався спереду, передня підвіска була незалежною, задня — за типом «Де Діон».

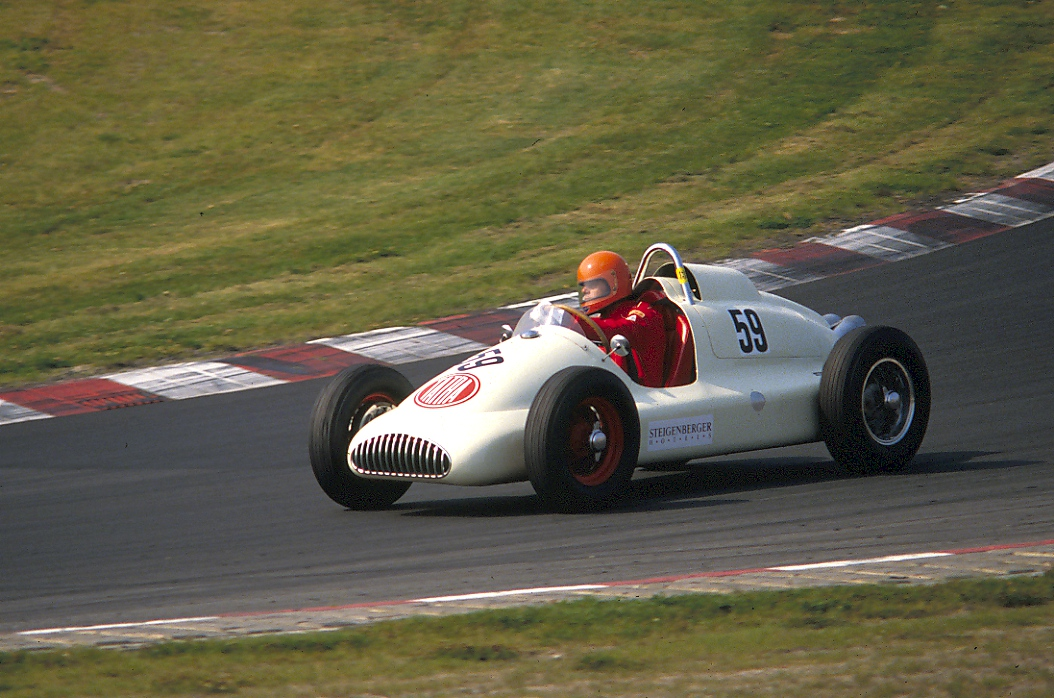
Tatra T607

У 1954 році завод, який вже 3 роки не будував легкових автомобілів, почав проєктувати малолітражний автомобіль під індексом 604. Конструктори хотіли побудувати масовий народний автомобіль, за основу був узятий кузов «Т600 Татраплан», для машини сконструювали 750-кубовий 4-циліндровий мотор, який розвивав 22 к. с.
Проте в Радянському Союзі вже почали проєктувати майбутній «горбатий» «Запорожець» (по правді кажучи, спочатку «Запорожця» повинен був будувати МЗМА), і керівництво партії дало червоне світло проєкту, оскільки не повинні були конкурувати безпосередньо між собою автомобілі соціалістичних країн і, ясна річ, «Татра» була б куди кращою за майбутній ЗАЗ 965.
У 1955 році на міжнародній виставці в Зліні була представлена модель 603. Конструювали автомобіль Франтішек Кардаус, Юлій Макерл, а дизайнерами були Зденек Коварж і Володимир Попеларш.
У 1950 році з виробництва була знята Т87. Урядові діячі пересіли на радянські представницькі автомобілі, але, на жаль, їхня якість була не найкращою, плюс відбувалися постійні затримки з поставками. У підсумку в 1953 році керівництво партії дало добро на будівництво представницького автомобіля, який повинен був отримати 3,5-літровий мотор. Однак, коли кузов був уже готовий, мотор знаходився все ще в стадії проєкту, тоді Макерл запропонував тимчасово встановити мотор серії 603, він був об'ємом 2,5 л і V8, його спроєктували ще в 1949 році, але в серію не запустили, цей же мотор вже стояв на «601 Монте-Карло» та на самих останніх 87, які отримали індекс 87-603, плюс він непогано зарекомендував себе на гоночних автомобілях 607-2. Потужність мотора довели до 95 к. с. Серед новинок була передня підвіска, а саме — «стійки МакФерсона», привід гальм був гідравлічним.

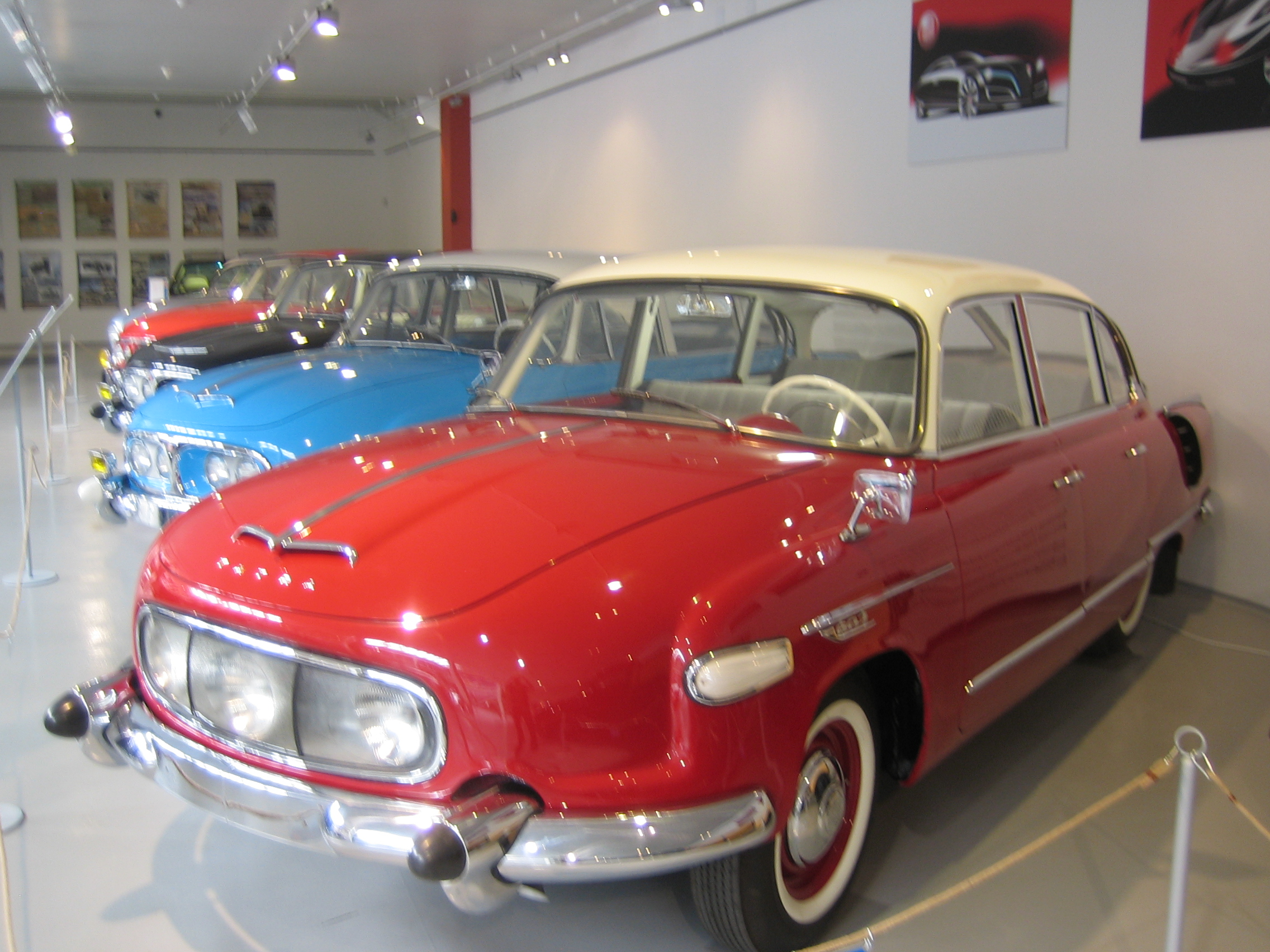
Tatra 603 1955 року

На відміну від «Т600 Татраплан», ця машина планувалася виключно для політичної номенклатури та заслужених діячів соціалістичних країн, у вільному продажу цих автомобілів не було. Був випущений один автомобіль із кондиціонером, який був пофарбований у білий колір, на ньому їздив лідер Острова Свободи — Фідель Кастро.

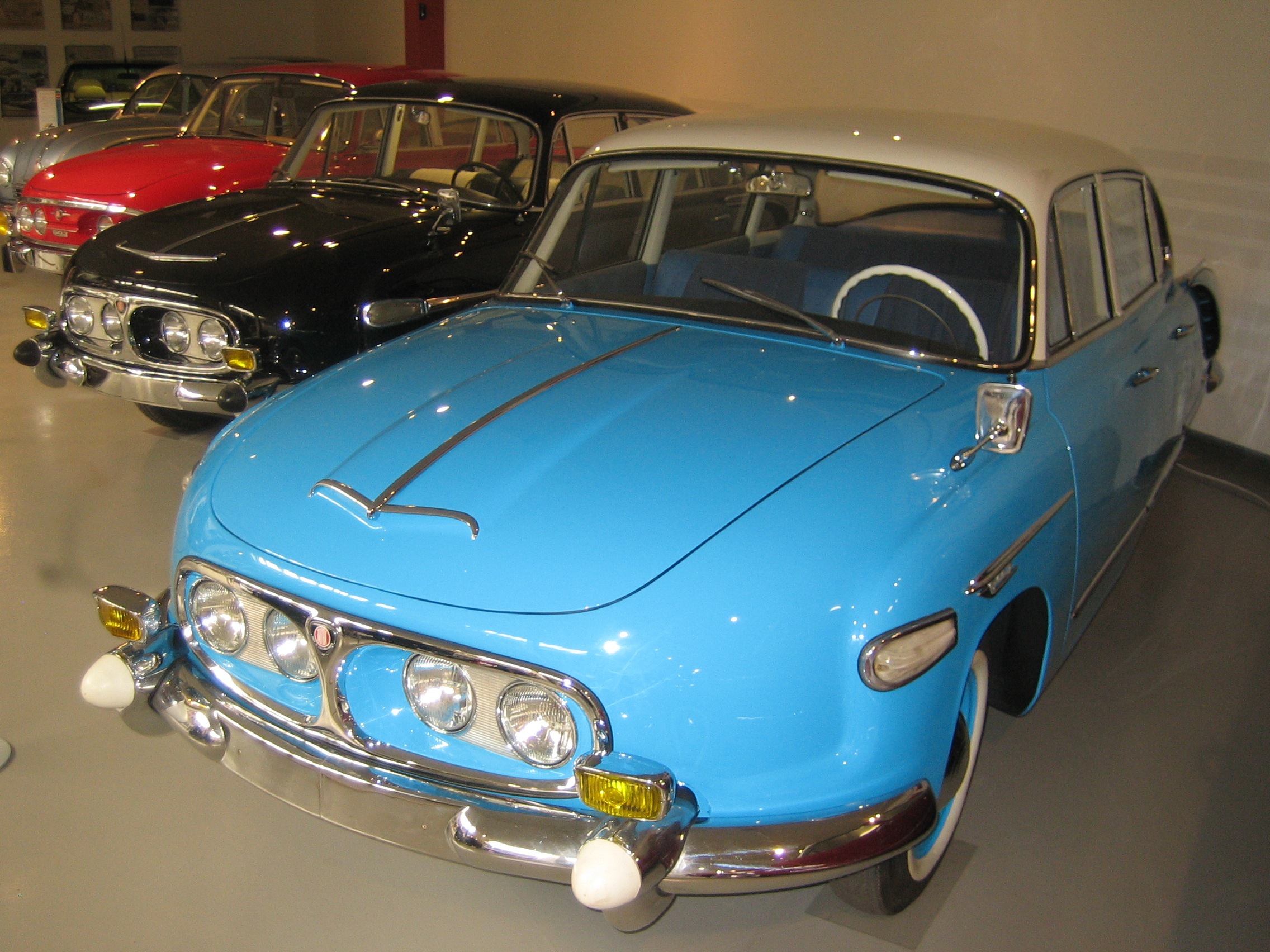
Tatra 603-2

Модель 603 ділилася на кілька серій, оскільки в 1962 році машина отримала нове оформлення передка — з'явилося чотири фари замість трьох, захованих під плексигласовим ковпаком (до речі, через це збільшився рівень лобового опору і впала максимальна швидкість автомобіля), також відбулися зміни в салоні і розширилася задня колія. Машина отримала індекс 603-2, іноді позначається 2-603. У 1966 році машина отримала підсилювач гальм.

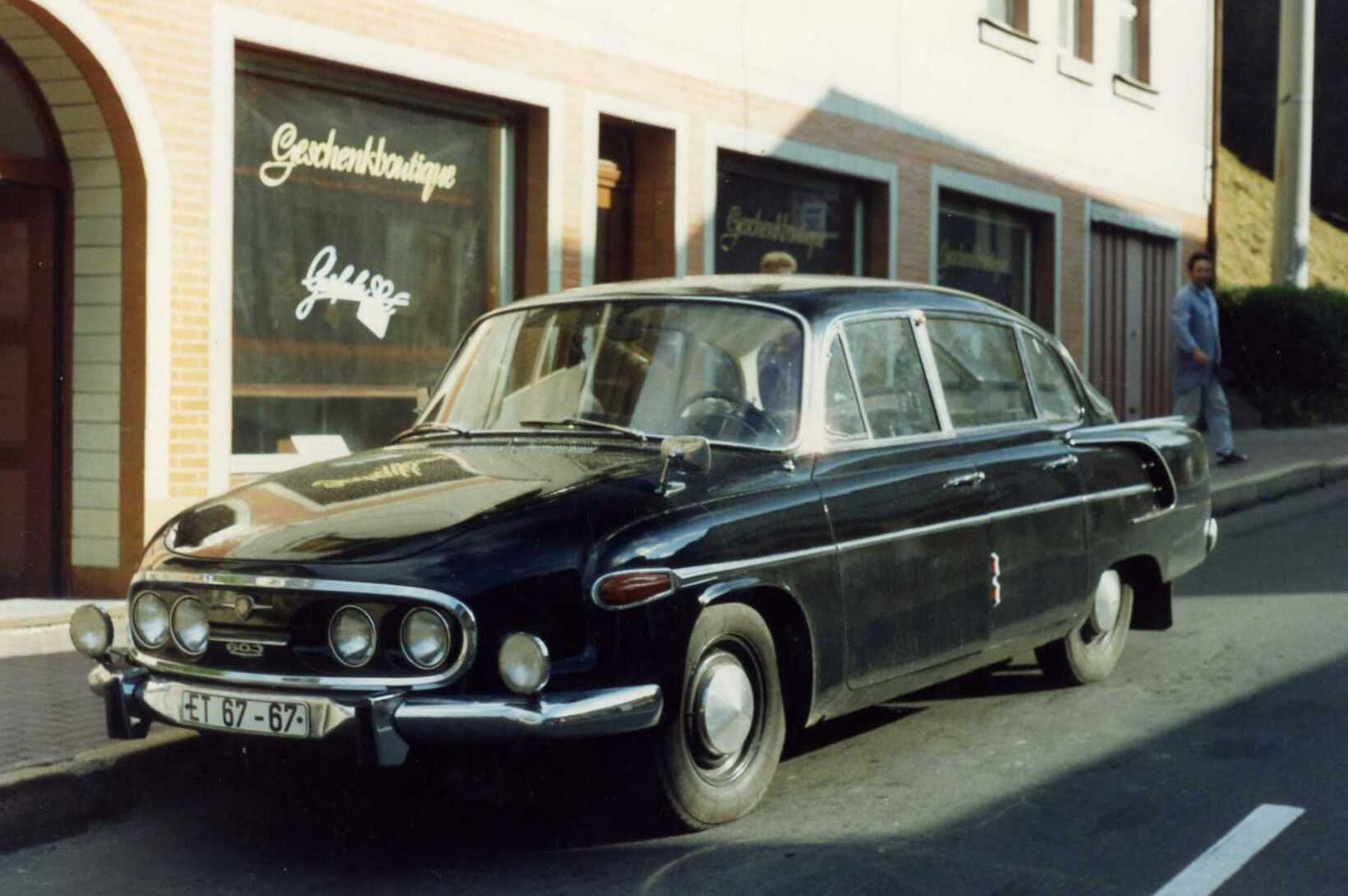
Tatra 603-2 II

У 1968 році відбулося більш значне оновлення, змінився дизайн передка, лобове скло стало більшим на 6,5 см, замість барабанних гальм встановили дискові. Також машини отримали передні ремені безпеки, у зв'язку з чим з 6-місної машина стала 5-місною. І хоча офіційно ніхто не називав автомобіль 603-3, у багатьох джерелах проскакує саме такий індекс.
Що стосується спортивної кар'єри цього представницького автомобіля, то вона почалася ще в 1957 році, за 10 років машина брала участь у 79 гонках, з них 24 міжнародних. За цей час машини завойовували 60 перших, 56 других і 49 разів третє місця.
Перша перемога була в 1959 році, на альпійських австрійських гонках, де Алоїс Марк обійшов всіх у своєму класі. У тому ж році Марк брав участь у гонках Вісбаден, де прийшов 3 після 2-х «Мерседесів», проте під час нагородження німці подарували йому золоту стрічку — приз за елегантність автомобіля.
У 1960 році фірма хотіла виставити автомобілі на гонки Монте-Карло, проте влада країни вирішили посадити за кермо не заводських гонщиків із Моравії, а празьких, тобто з Богемії, на цьому ґрунті виник конфлікт, у результаті команда не поїхала на ці цікаві змагання. Після цього було безліч різних марафонів, де брала участь машина.

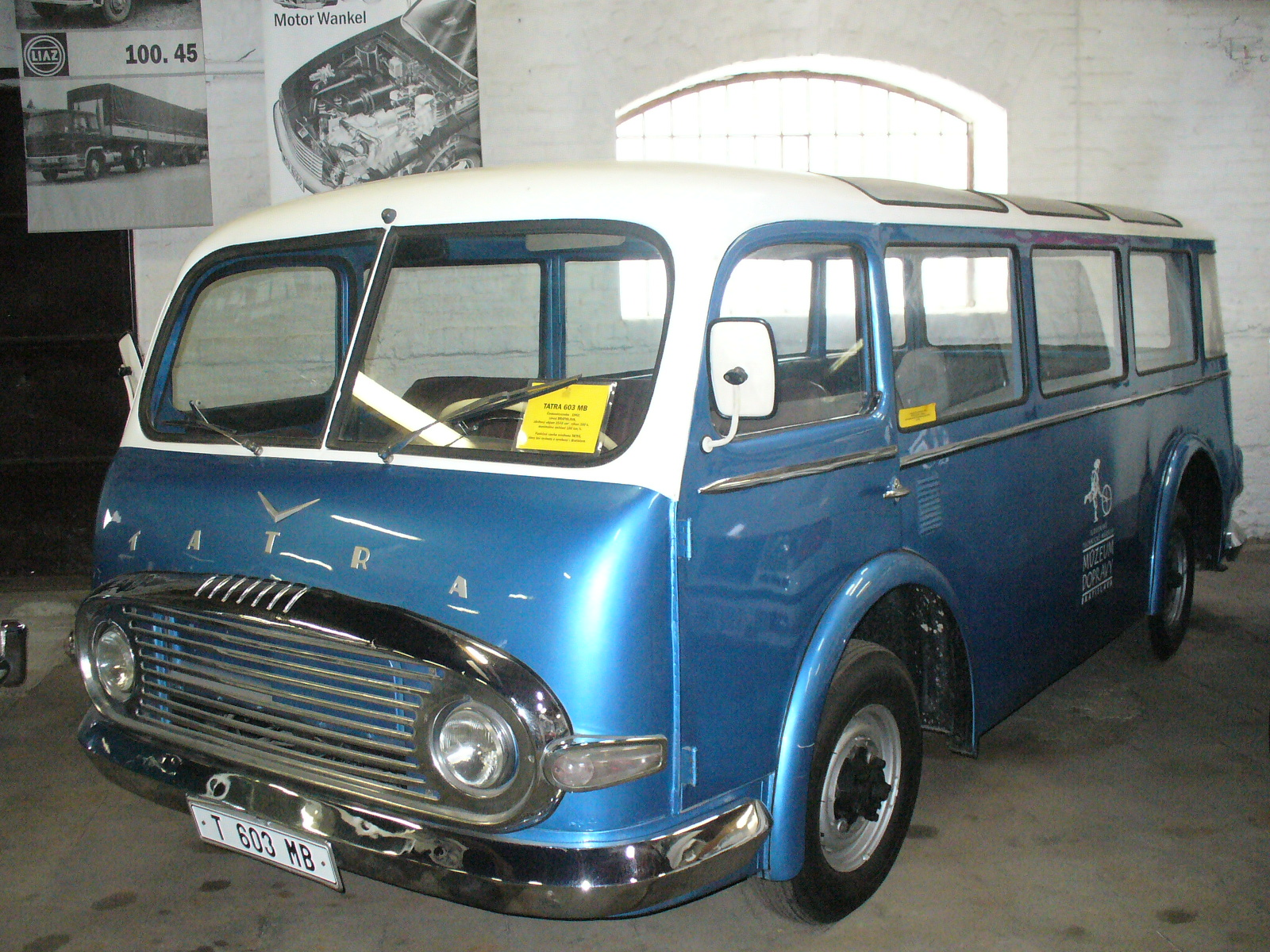
Tatra 603MB

У 1961 році в Братиславському відділенні заводу був побудований мікроавтобус 603МВ із переднім розташуванням двигуна і переднім приводом.
Автомобіль був за всіма параметрами кращим за «Шкоду 1203», але знову керівництво компартії вирішило не запускати авто в серію.

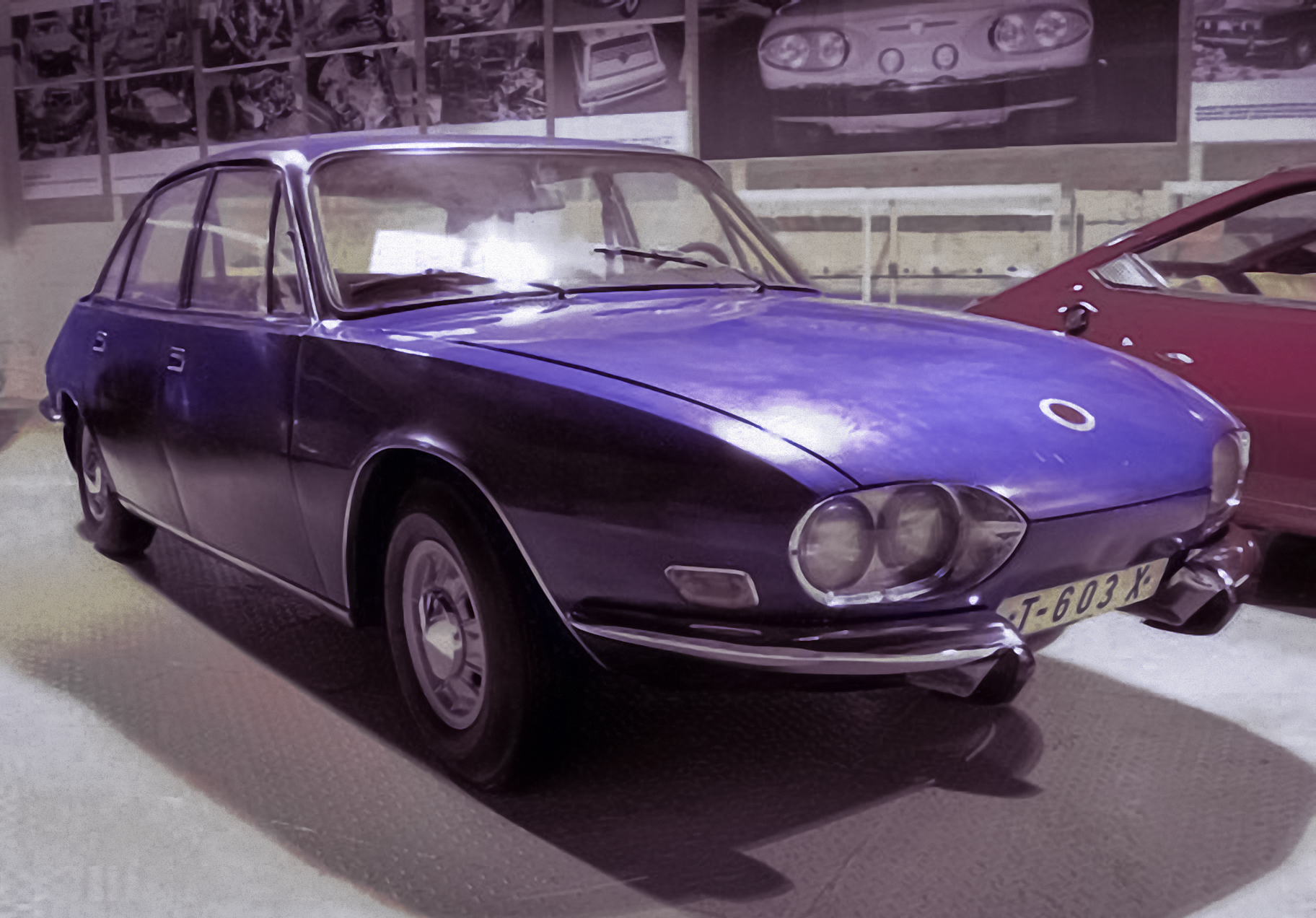
Tatra 603Х

У 1963 році був побудований прототип 603А, який мав кузови седан і універсал, однак універсали у виробничій програмі не з'являлися аж до появи 613-го. Самим стильним із проєктів виявився 603Х, який був побудований в 1967 році, це був 5-дверний хетчбек, мотор мав збільшену потужність, у той час базова модель розвивала вже не 95 к. с., а 105, але прототип був форсований до 120 к. с., проте і він не пішов у серію, але ліг в основу серії 613, якому було призначено бути на конвеєрі майже 20 років.

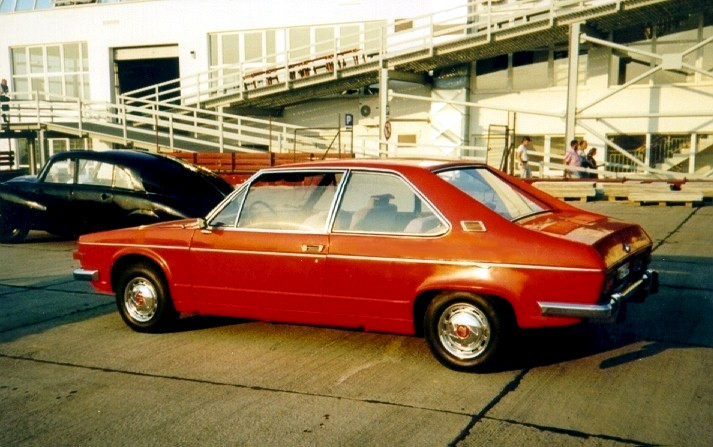
Tatra 613 Vignale Coupe

«Татра 613» повинна була замінити шістсот третю модель, а також повинна була бути побудована в традиціях великих задньомоторних «Татр 77/87», тому заднє розташування агрегату ніхто не оскаржував. Основою для 613 став прототип 603Х, який мав незалежну підвіску всіх коліс, побудовану за принципом стійок, звичних для сучасних авто. База машини була збільшена, тому мотор розташовувався посередині задньої осі, а не за нею, це повинно було позначитися на керованості автомобіля, оскільки починаючи з 77, «Татри» володіли надлишковою повертальністю на великих швидкостях. Ще однією головною відмінністю в конструкції автомобіля була установка двох баків з боків коробки передач, до цього бак ставився спереду, що робило автомобіль пожежонебезпечним у разі ДТП. Кузов покликали будувати італійську фірму Carozzeria Vignale, яка з'явилася завдяки фірмі «Чізіталія». У 1969 році був готовий перший макет 1:1, через рік вже було побудовано три ходових прототипи — два з кузовом седан і одне купе.
До цього часу був готовий 3,5-літровий мотор, про який мріяли ще в 1950-ті роки, машина отримала 4 розподільчих вала, по 2 на кожну сторону V-подібного мотора, потужність становила 165 к. с. Під час випробування купе був випадково потрапив в аварію на великій швидкості, але ніхто не постраждав у ній, так що безпека машини була підтверджена живими манекенами. До речі, купе так і не пішла в серію, оскільки не до спортивних купе соціалістичним громадянам.
У 1973 році автомобіль був показаний на виставці в місті Брно, після чого почалося штучне виробництво автомобіля кустарним способом, поки в 1975 році не був добудований завод у місті Прибор.
У 1978 році для рятувальників-пожежників була побудована модель, що одержала індекс 623, ці автомобілі оснащувалися мотором, об'ємом 3,8 л та постачалися тільки рятувальникам.
У 1980 році машину модернізували, але модернізація сталася під капотом, потужність була збільшена на 3 к. с., але середня витрата впала майже на 5 л.

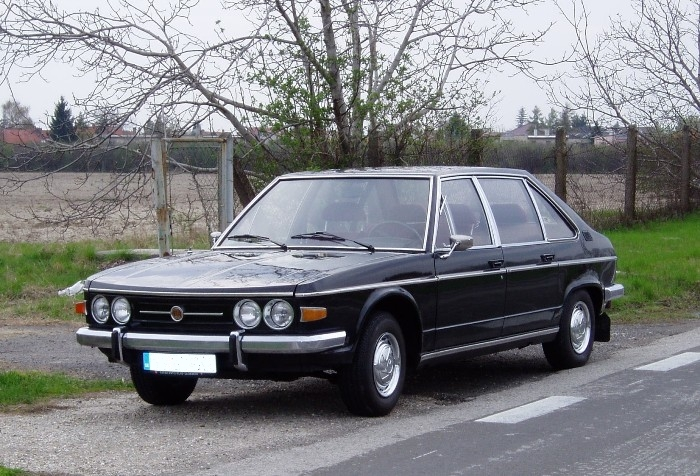
Tatra 613-2

Машини отримали індекс «Татра 613-2».

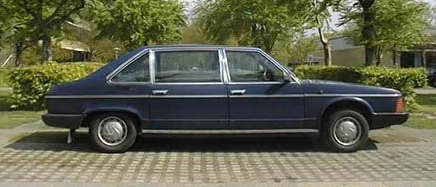
Tatra 613S

Тоді ж для вищих державних чинів будується спеціальна версія — Special. Кузов машини подовжений на 15 см, автомобіль має іншу оптику і оформлення передньої частини, бічні дзеркала запозичені від «Мерседес» 123-ї серії.

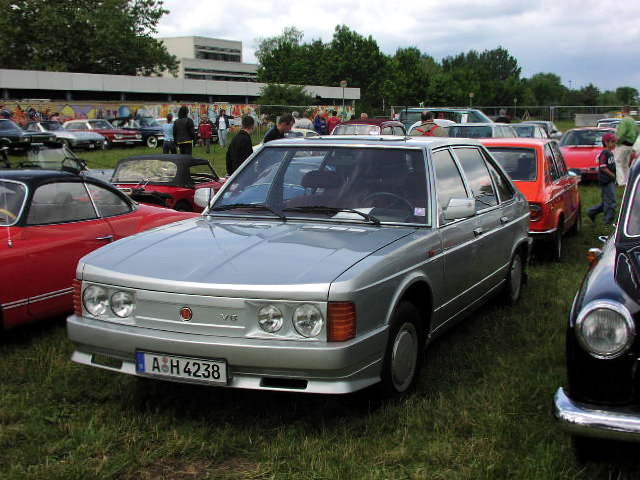
Tatra 613-3

У 1984 році на базі моделі «Спеціаль» будується автомобіль із кузовом ландоле, що одержав індекс К. Ця модель також стала першою «Татрою», яка отримала автоматичну коробку передач фірми BorgWarner. А через рік модернізують базову модель, яка отримує індекс 613-3. Намагаючись осучаснити зовнішній вигляд, забирається великий хромований декор, замість хромованих бамперів встановлюються типові для 1980-х квадратні пластикові, з передніх дверей зникає кватирка, змінюються декор передка і задні фари. Моделі, випущені до цього моменту, стали називатися в простолюдді «хромка».
У 1991 році серію 613-3 змінила 613-4, «фейсліфт», який проводив той же дизайнер Виборни, він додав спортивності в вигляд автомобіля, так передній бампер отримав спойлер, а дзеркала стали інтегрованими в стійки.

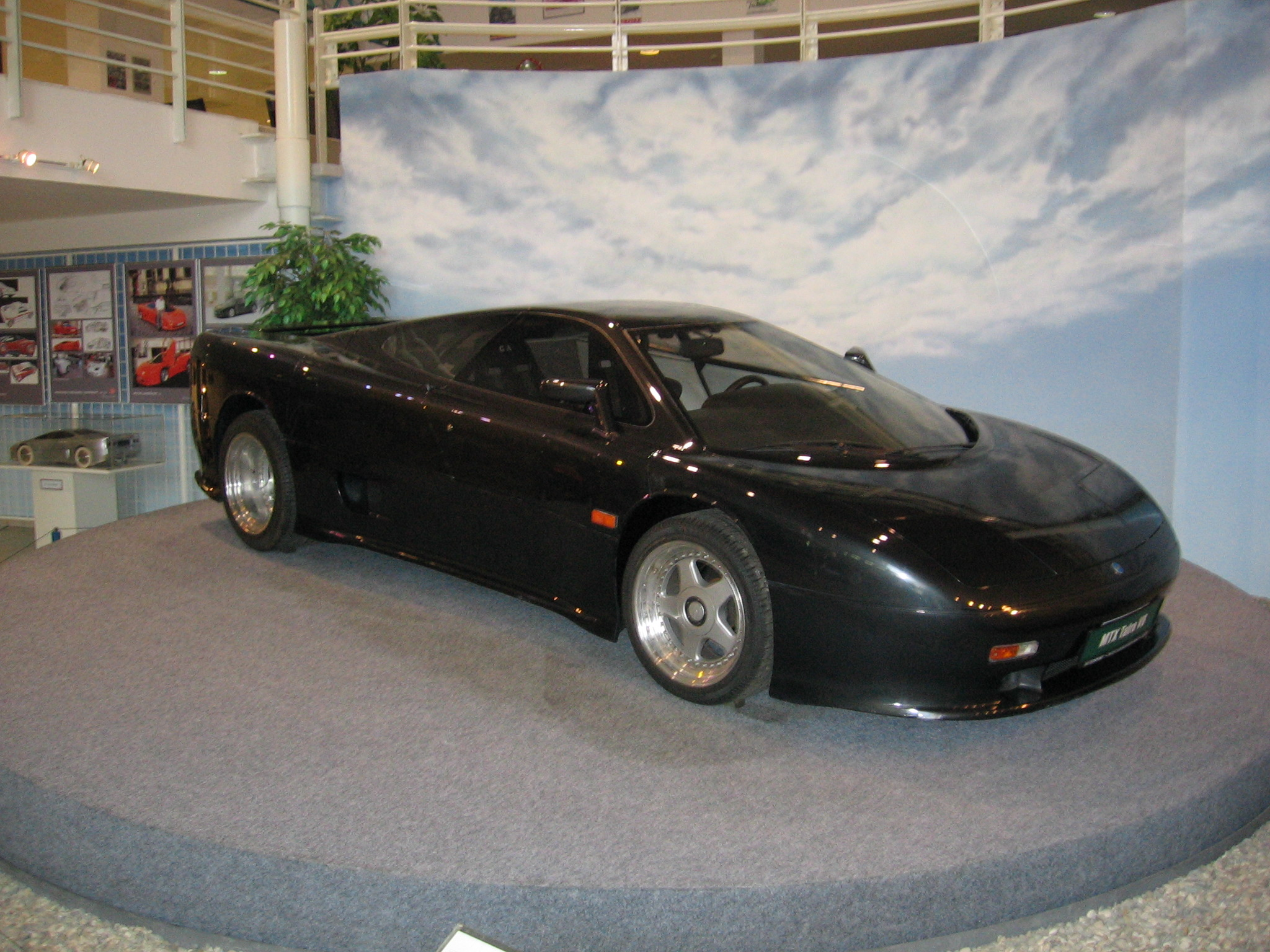
Tatra MTX V8

У тому ж 1991 році з'явився автомобіль, який побудував Вацлав Крал, він був зроблений за мотивами прототипу 625, який був побудований ще в 1986 році ним же, тоді машина отримала назву «Татра 625». Зараз же спортивний автомобіль, який був побудований на базі 613-4, називався Tatra MTX V8, МТХ була скороченою назвою фірми Metalex, де були побудовані 5 автомобілів, 1 із них кудись зник. Цей автомобіль оснащувався розточеним до 3,9 л мотором, потужність спорт-кара варіювалася від 218 до 306 к. с., коробка передач була 5-ступінчастою, машина розганялась до 265 км/год, а сотню розмінює за 5,6 с.
У 1993 році 613-4 отримує електронне впорскування палива, що дає змогу знімати 200 к. с. з 3,5-літрового мотора, у салоні з'являється бортовий комп'ютер, машина отримує індекс 613-4 Electronic. Як додаткове обладнання з цього року можна замовити салон «Рекаро», шкіряну обробку, електричні опції тощо.

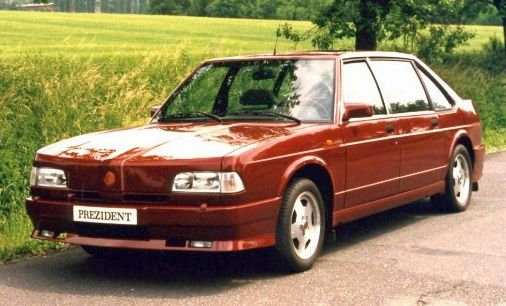
Tatra Prezident

Через рік за сприяння Вацлава Крала будується Tatra Prezident, машина була побудована на базі 613-4, однак зовні машина була схожа на АЗЛК 2141.
Однак прототип не пішов у серію, зате з'явилася подовжена модель 613-4Mi Long. У 1995 році відбулося чергове оновлення зовнішності 613-4 (яку неофіційно називають 613-5), а в липні 1996 року виробництво 613 було зупинено. За весь час було випущено близько 11 тисяч «Татр» серії 613.
На зміну 613-му прийшла машина, розробка якої почалася ще в 1992 році колишнім «ягуаровським» інженером Тімом Бішопом і дизайнером Джеффом Уордлом, який працював на «СААБ». На базі довгобазої моделі 613-4 вони побудували оновлений кузов, дизайн якого перегукувався з 603-2 II. Чеський уряд обіцяв закупити 100 машин, якщо вони будуть відповідати сучасним вимогам.
Салон і зовнішній дизайн машини був схожий на дизайн оновленого «Сааб 9000» (що й не дивно). Салон був шикарно оздоблений, під капотом міг бути або 3,5-літровий мотор, потужністю 200 к. с., який давав змогу розганятися до 230 км/год, або 4,4-літровий мотор, потужністю 233 к. с., з ним машина розвивала вже 250 км/год.

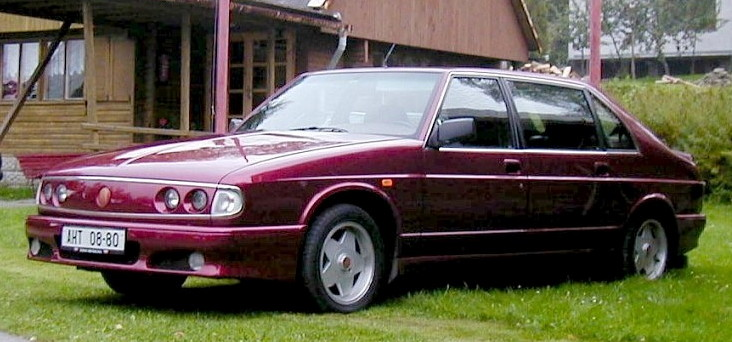
Tatra Т700-II

У 1996 році заводський дизайнер Георгій Спаніхель модернізував задню частину автомобіля, зробивши її ще більш привабливою, машина отримала індекс Т700-II.
Однак уряд не стримав своїх обіцянок, і товариші міністри продовжували їздити на своїх «Мерседесах», до речі, в РФ на «Татра Т700» їздив і Віктор Черномирдін. Так ось, машина була настільки дорога, що покупців на такі екзотичні машини особливо не знаходилося, і в 1999 році була випущена остання з 62 «Татр» серії 700.
Варто зауважити про цікаву версію купе — Т700 GT, з атмосферним мотором об'ємом 4,4 л, і версію з кузовом седан — «700 Спорт», з 4,4-літровим мотором, який мав турбонаддув, з яким машина розвивала 408 к. с., машина розганялась до 316 км/год і до ста набирала за 5 с.

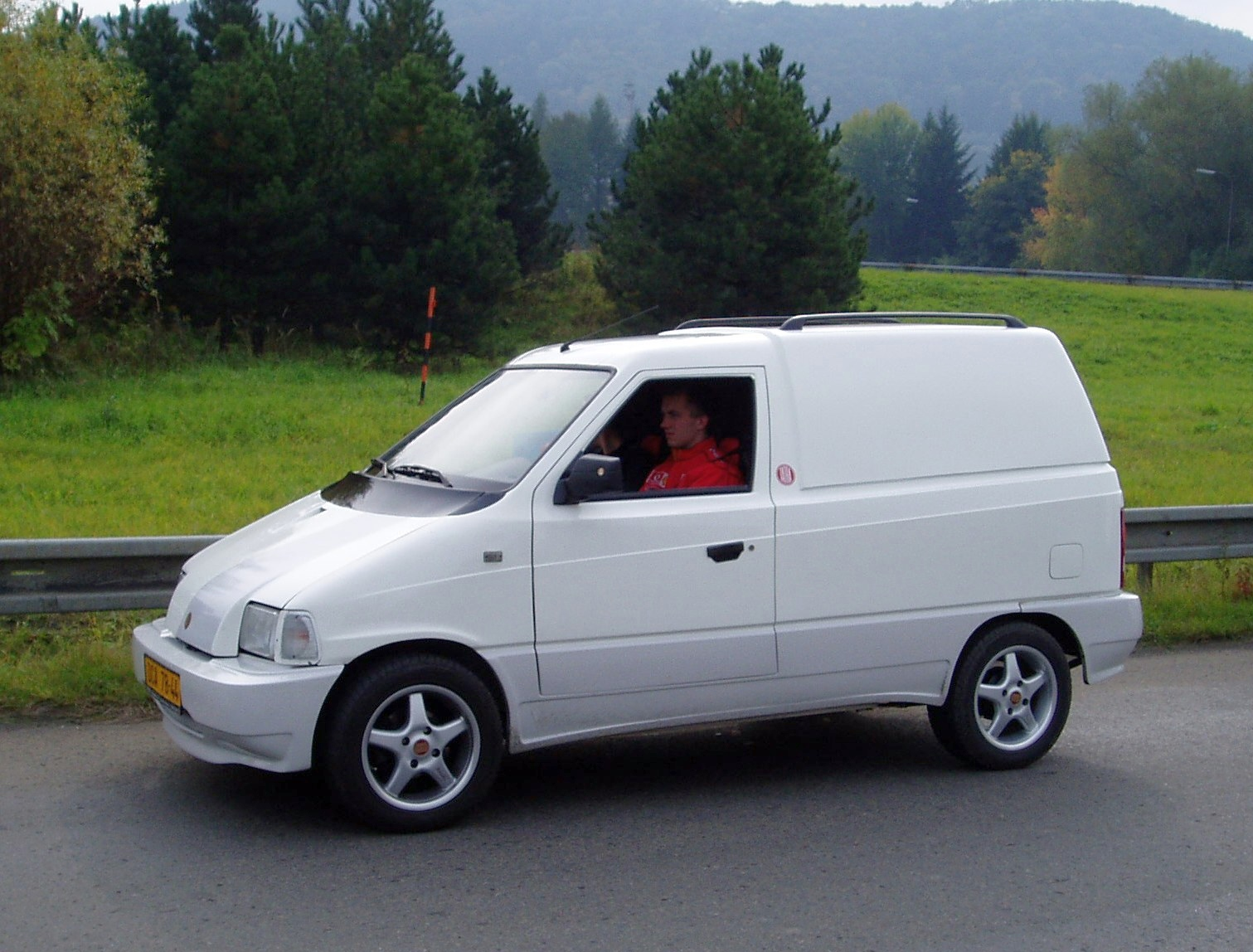
Tatra Beta

У 1996 році, щоб хоч якось вижити, фірма починає виробництво склопластикових фургонів і пікапів Tatra Beta, спочатку на агрегатах «Шкода Фаворит», а з 1998 року — на базі «Хюндай Акцент». Фірма випускала їх три роки.

## Виробництво вантажівок
У 1997 році був побудований склопластиковий автомобіль із вузлами «Татри 700» — Eccora V8, яка брала участь у кільцевих гонках, «татровський» мотор об'ємом 4,4 л був доведений до 400 к. с., що давала гоночній машині змогу набирати сотню за 4 с.
Після закінчення виробництва легкових автомобілів фірма продовжила випуск своїх вантажівок.
У 2003 році фірму купила американська фірма Terex Corporation. У 2008 році Рональд Адамс, глава фірми «Татра», заявив, що фірма почне в 2010 році випуск реплік знаменитих «Т600 Татрапланів» і 603, правда, з сучасною начинкою, у липні того ж року був показаний начерк прототипу «Татра 903», проте поки нічого не відомо про його подальшу долю. Що стосується вантажівок, то з 2011 року на «Татри» стали встановлювати потихеньку двигуни DAF, незважаючи на те, що завод оголосив про двигун повітряного охолодження, який відповідає нормам Євро-5.

## Список легкових автомобілів Nesselsdorfer Wagenbau-Fabriks-Gesellschaft
- 1898 — Nesselsdorf Präsident
- 1899 — Nesselsdorf Meteor
  - Nesselsdorf Nesselsdorf
  - Nesselsdorf Wien
  - Nesselsdorf Bergsteiger
  - Nesselsdorf Versucher
  - Nesselsdorf Adhof
  - Nesselsdorf Spitzbub
  - Nesselsdorf Balder
  - Nesselsdorf Metrans
- 1900 — Nesselsdorf A
- 1901 — Nesselsdorf Neuer Vierer
  - Nesselsdorf Zweier
- 1902 — Nesselsdorf B
  - Nesselsdorf C
- 1904 — Nesselsdorf D
  - Nesselsdorf E
- 1905 — Nesselsdorf F
- 1906 — Nesselsdorf J30
  - Nesselsdorf J40
  - Nesselsdorf S
- 1912 — Nesselsdorf S4 16/20
  - Nesselsdorf S4 20/30
  - Nesselsdorf S6
- 1913 — Nesselsdorf T
- 1914 — Nesselsdorf U

## Список легкових автомобілів Tatra
- 1919 — Tatra 10
  - Tatra 20
- 1923 — Tatra 11
- 1925 — Tatra 17
  - Tatra 31
- 1926 — Tatra 12
  - Tatra 30
- 1927 — Tatra 17/31
- 1929 — Tatra 30/52
- 1930 — Tatra 52
- 1931 — Tatra 54
  - Tatra 54/30
- 1932 — Tatra 57
  - Tatra 70
  - Tatra 80
- 1934 — Tatra 75
  - Tatra 77
- 1936 — Tatra 87
- 1937 — Tatra 97
- 1946 — Tatra 107
- 1948 — Tatra T600 Tatraplan
- 1949 — Tatra T601
- 1955 — Tatra 603
- 1957 — Tatra JK2500
- 1962 — Tatra 603-2
- 1968 — Tatra 603-3
- 1973 — Tatra 613
- 1978 — Tatra 623
- 1980 — Tatra 613-2
- 1985 — Tatra 613-3
- 1991 — Tatra 613-4
  - Tatra MTX V8
- 1996 — Tatra T700
  - Tatra Beta